# Cavalaria

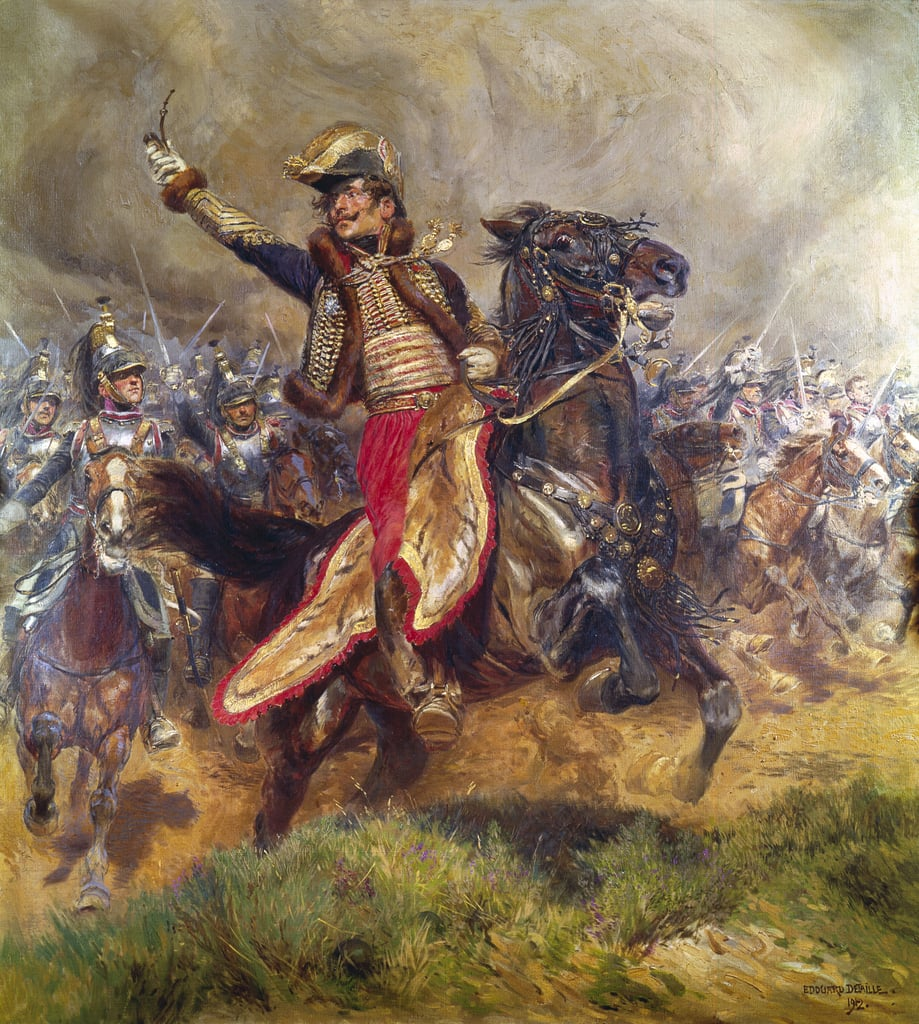
Última carga de Lasalle em Wagram, de Édouard Detaille (1912).

Cavalaria é a arma das forças terrestres que se destina ao combate de fogo em movimento, em ações de choque ou de reconhecimento. Historicamente, a cavalaria é a arma mais móvel dos exércitos e a segunda mais antiga, depois da infantaria.
Hoje em dia, são raros os exércitos que mantêm forças de combate a cavalo. No entanto, em muitos deles, por tradição, continua a se chamar Cavalaria às forças e unidades mecanizadas ou blindadas, fazendo uso de veículos motorizados, e de veículos blindados. Essa arma é importante para os Exércitos e Forças Policiais, pois apresenta o poder ofensivo e defensivo, por meio de sua ação de choque, potência de fogo e proteção blindada.
Normalmente, a designação "cavalaria" não se estendia às forças que combatiam montadas em outros animais que não o cavalo, como o camelo ou o elefante. Igualmente, as tropas que se deslocavam a cavalo, mas que desmontavam para combater, eram conhecidas como "dragões", não sendo consideradas parte da cavalaria, senão a partir da segunda metade do século XVIII. No tempo de D. Afonso Henriques a cavalaria ligeira era chamada de "corredores". No Brasil, a cavalaria foi muito importante pela necessidade de conquistar território durante a Guerra do Paraguai, entre 1865 e 1870, sob o comando do Duque de Caxias. Nesse conflito, destacou-se a liderança do General Manuel Luís Osório, que hoje é o patrono da arma no Exército Brasileiro.
Desde os tempos mais remotos que a elevada mobilidade da cavalaria lhe deu uma vantagem como um instrumento multiplicador de forças. Mesmo uma pequena força de cavalaria poderia manobrar de forma a flanquear, evitar, surpreender, retirar e escapar, de acordo com as necessidades do momento. Um homem combatendo montado num cavalo tinha também a vantagem de uma maior altura, velocidade e massa inercial sobre um oponente a pé. Outro elemento da guerra a cavalo era o impacto psicológico que um soldado montado poderia infligir sobre um oponente.
O valor da mobilidade e do choque da cavalaria foi muito apreciado e explorado pelos exércitos da Antiguidade e da Idade Média, muitos dos quais eram constituídos, praticamente, apenas por tropas a cavalo. Isso acontecia especialmente nas sociedades nómadas da Ásia que originaram os exércitos mongóis. Na Europa, a cavalaria transformou-se, essencialmente, numa cavalaria pesada constituída por cavaleiros de armadura. Durante o século XVII a cavalaria europeia perdeu a maior parte das suas armaduras e, no final do século já só algumas unidades usavam armadura e esta, limitando-se à couraça do peito. A cavalaria tradicional sobreviveu até ao início da guerra de trincheiras na Primeira Guerra Mundial. A maioria das unidades de cavalaria foram então desmontadas e empregues como infantaria na Frente Ocidental. No período entre guerras, muitas unidades de cavalaria foram motorizadas ou mecanizadas. No entanto, algumas tropas a cavalo ainda combateram durante a Segunda Guerra Mundial sobretudo na União Soviética, onde foram usadas tanto pelos Soviéticos como pelos Alemães e seus aliados. Hoje em dia, a maioria das unidades militares a cavalo ainda existentes, são usadas apenas para funções cerimoniais. Existem no entanto, algumas forças de combate a cavalo que atuam como infantaria montada para operar em terrenos de acesso difícil, como florestas densas e montanhas.

## A missão da cavalaria

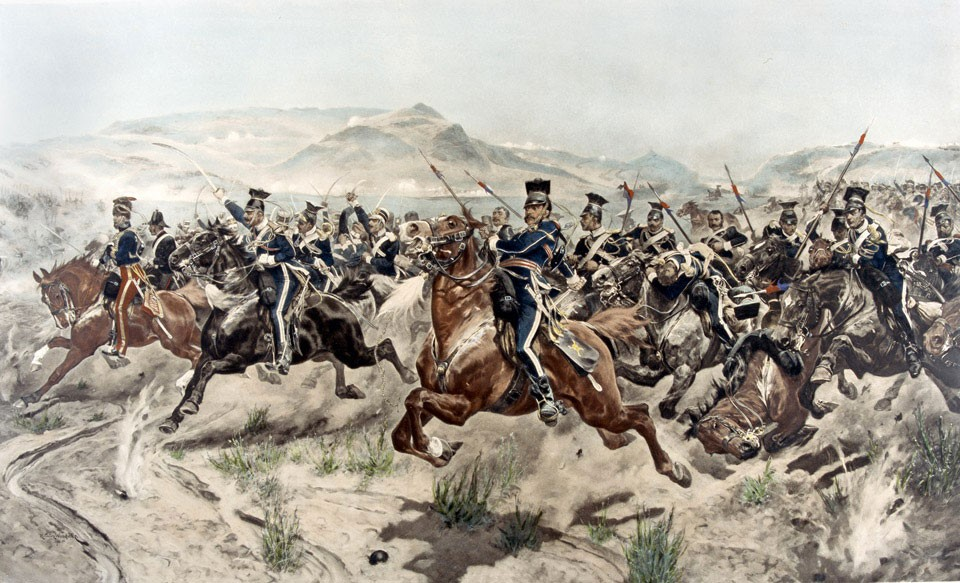
Carga da Brigada Ligeira

Em muitos dos exércitos modernos, o termo "cavalaria" ainda é usado para se referir à arma que desempenha funções semelhantes às que a antiga cavalaria ligeira desempenhava, montada a cavalo. Essas funções incluem a exploração, a caça aos elementos de reconhecimento inimigos, a segurança avançada, o reconhecimento ofensivo pelo combate, cobertura das forças amigas durante movimentos retrógrados, a retirada, a recuperação do comando e controlo, a decepção, a ligação, a penetração e a incursão. Para desempenhar estas funções, a cavalaria moderna trocou o cavalo por um conjunto de equipamentos que inclui veículos ligeiros todo-o-terreno, motociclos, veículos blindados, helicópteros, radares de superfície e drones.
Já a função de choque, antigamente desempenhada pela cavalaria pesada, é, em muitos exércitos hoje desempenhada por uma arma própria (normalmente designada "arma blindada" ou " de blindados") ou, nalguns casos, pela infantaria. No entanto, em outros exércitos, esta função também ainda se mantém como atribuição da arma de cavalaria. Para desempenho da função de choque, os cavalos de grande porte e as armaduras foram substituídos pelos carros de combate.

## História

### Origens
Antes da Idade do Bronze, o papel da cavalaria no campo de batalha era, essencialmente, desempenhado pelos carros ligeiros puxados a cavalo. O carro de combate puxado a cavalo teve origem na cultura de Andronovo da Ásia Central e espalhou-se pelos povos nómadas ou seminómadas indo-iranianos. O carro foi prontamente adotado por povos sedentários, tanto como meio de combate como objeto cerimonial símbolo de estatuto, especialmente pelos egípcios, assírios e babilónios.
O poder da mobilidade, dado pelas unidades montadas, cedo foi reconhecido, mas prejudicado pela dificuldade em levantar grandes forças e pela incapacidade dos cavalos — então, a maioria de pequeno porte — em carregar armaduras pesadas. As técnicas de cavalaria foram uma inovação desenvolvida pelos povos nómadas equestres da Ásia Central e pelas povos pastorícios do atual Irão, como os Pártias e os sármatas.
Os relevos encontrados, datados de cerca de 860 a.C., representando a cavalaria assíria, mostram-nos que, por esta altura, os cavaleiros não usavam esporas, selas ou estribos. O combate em cima do cavalo seria muito mais difícil do que uma simples cavalgada. Os cavaleiros atuavam aos pares, sendo um deles um arqueiro e o outro, um parceiro que lhe controlava as rédeas do cavalo, enquanto aquele disparava o seu arco. Já nesta época, a cavalaria fazia uso de espadas, escudos e arcos. Evidências posteriores, mostram já o uso de selas primitivas pela cavalaria assíria, permitindo, aos arqueiros, o controlo dos seus próprios cavalos.
Heródoto refere que, já em 490 a.C., os medos criaram uma raça de grandes cavalos, capaz de carregar homens protegidos com armaduras cada vez mais pesadas. Mas os cavalos de grande porte eram ainda uma raridade, por esta altura.
O uso de carros de combate puxados a cavalo estava já obsoleto na altura que os Persas foram derrotados por Alexandre o Grande. Os carros continuaram, no entanto ainda a ser usados por povos menos evoluídos tecnicamente. Por exemplo, os povos do sul da Grã-Bretanha ainda enfrentaram a invasão romana, comandada por Júlio César, com carros de combate puxados a cavalo, em 55 e 54 a.C. No entanto, por essa altura, os carros já quase só eram usados em cerimónias, desfiles militares ou em corridas.

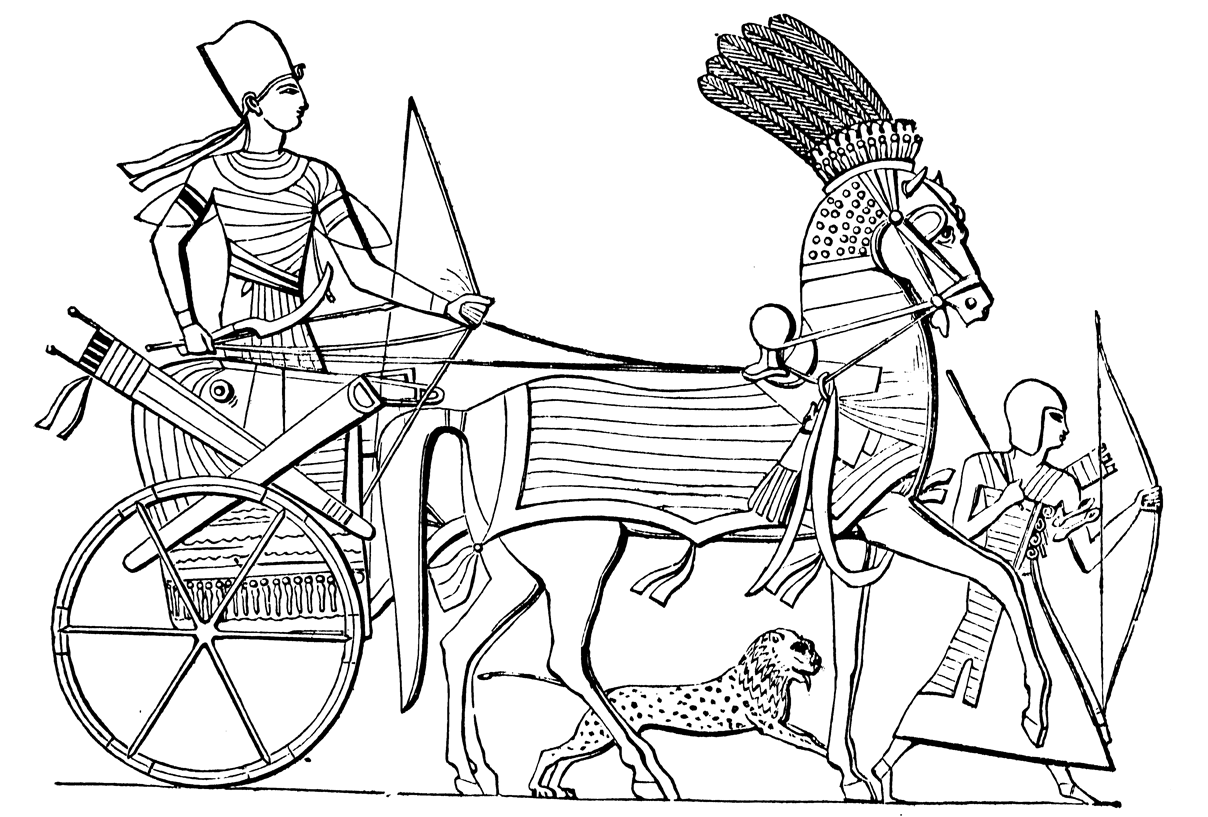
Carro de guerra egípcio.
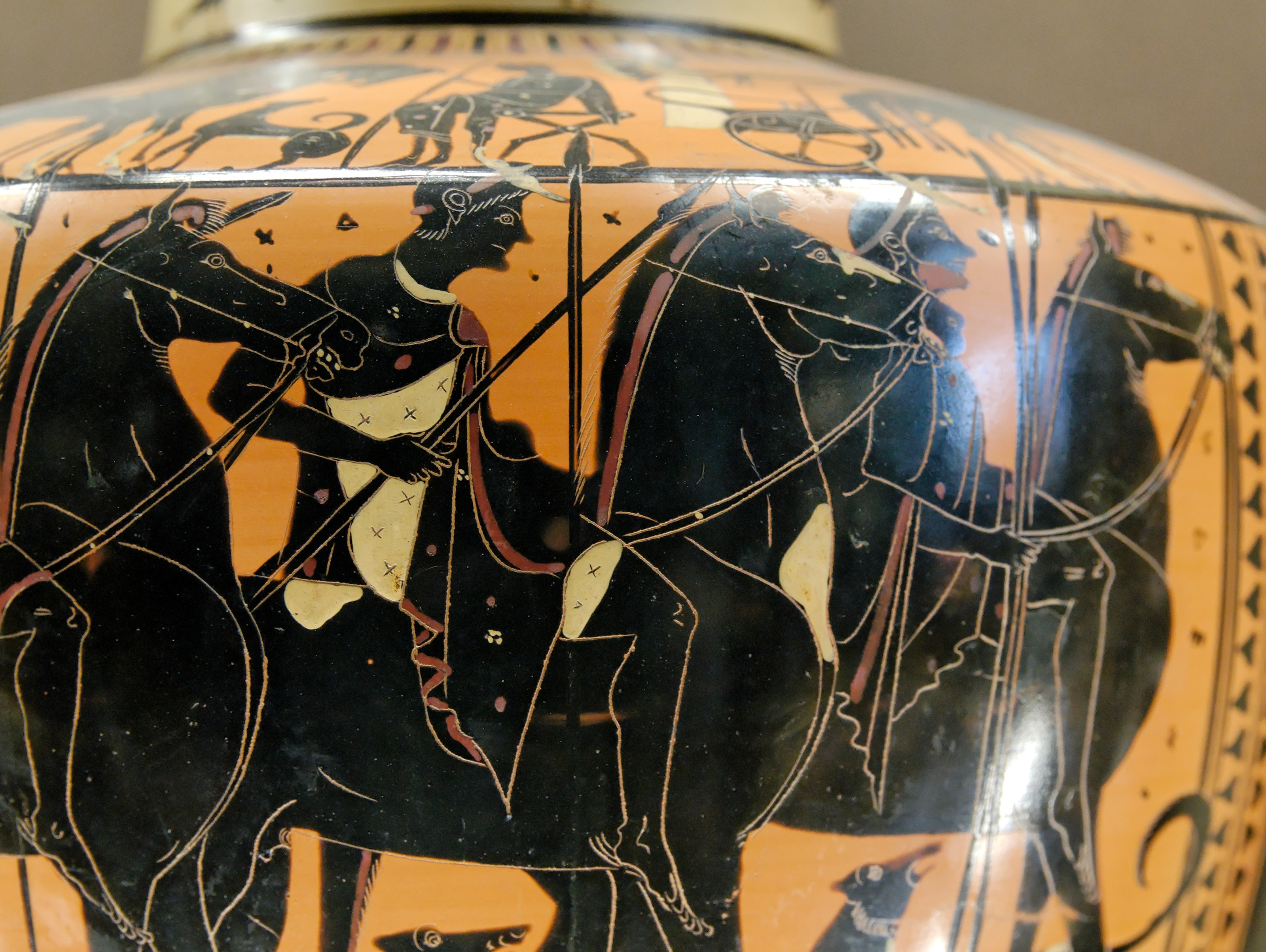
Cavaleiros da antiga Grécia.
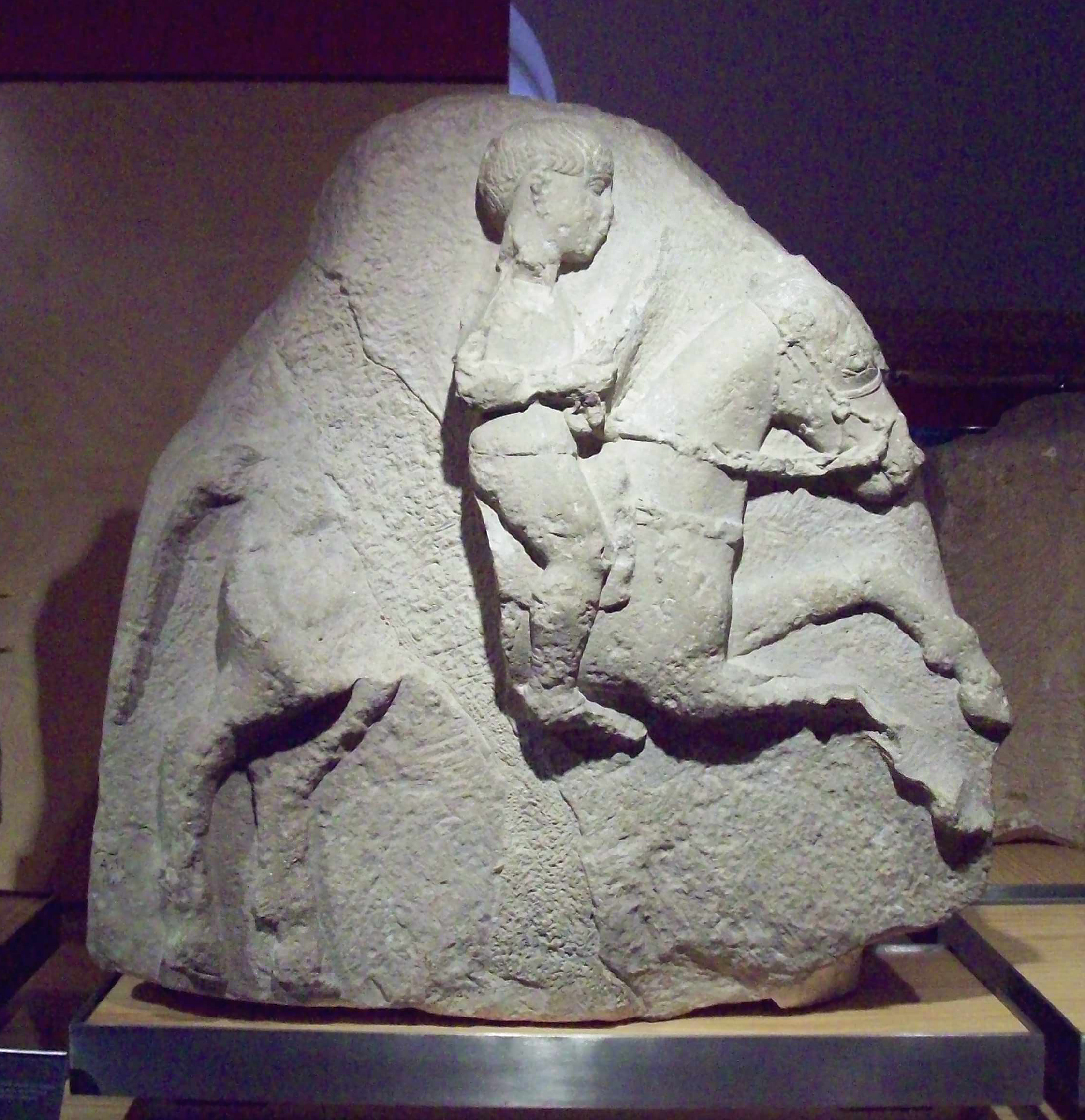
Cavaleiro ibero.

### Grécia antiga e Macedónia
A cavalaria desempenhou um papel, relativamente subalterno, na Grécia antiga, sendo os conflitos decididos por massas de infantaria couraçada. Contudo, a Tessália era, amplamente, conhecida por produzir exímios cavaleiros e experiências posteriores em guerras, tanto com como contra o Império Aquemênida ensinaram aos Gregos o elevado valor da cavalaria em ações de perseguição e em escaramuças. Xenofonte — autor e soldado ateniense — advogou a criação de uma pequena, mas bem treinada força de cavalaria, escrevendo, para isso, vários manuais sobre cavalos e cavalaria.
Em contrapartida, a Macedónia, ao norte, desenvolveu uma forte cavalaria pesada que culminou nos hetairos (cavalaria dos Companheiros) de Filipe II e de Alexandre o Grande. Além desta cavalaria pesada, o exército de armas combinadas macedónio também empregou soldados de cavalaria ligeira, chamados "pródromos, em missões de exploração e de cobertura. Foram também empregues os ippiko, soldados de cavalaria média, armados com lança e espada, protegidos com uma couraça de pele, cota de malha e chapéu, usados como exploradores e caçadores a cavalo. Esta cavalaria era usada em conjunto com a infantaria ligeira e a famosa falange macedónica. A eficiência do sistema de armas combinadas foi demonstrado nas conquistas asiáticas de Alexandre o Grande.

### Império Romano

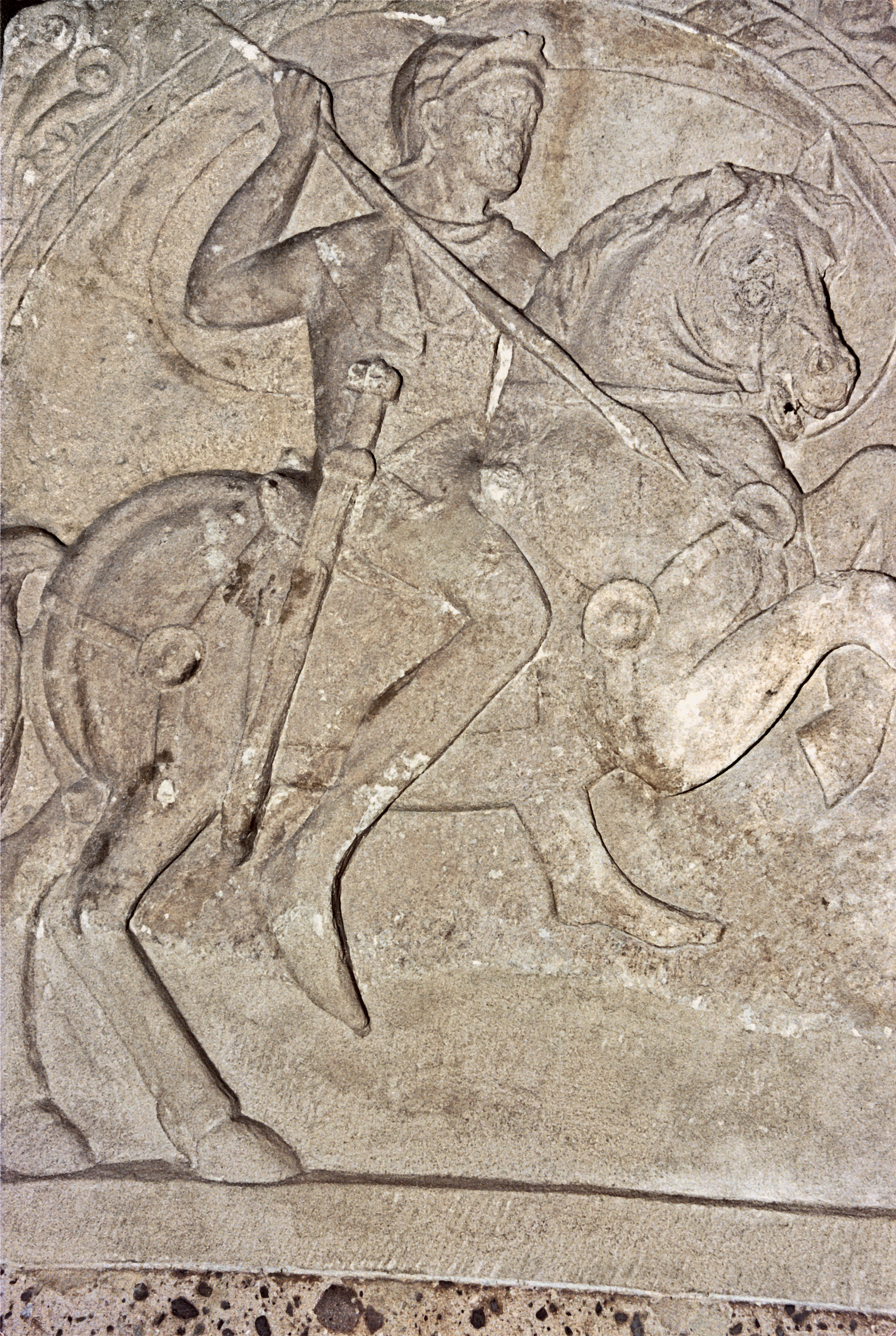
Cavaleiro auxiliar romano

O serviço na cavalaria, no início da República Romana, manteve-se como uma prerrogativa reservada aos membros da classe abastada dos equites, os únicos com capacidade para manter um cavalo, além das armas e da armadura. À medida que a classe cresceu, tornando-se mais numa elite social do que, propriamente, num grupo de militares, os Romanos começaram a empregar aliados Italianos (não Romanos) da classe dos sócios (socii) para preencherem os postos da sua cavalaria. Ao mesmo tempo, os Romanos começaram a recrutar auxiliares de cavalaria estrangeiros, de entre os Iberos, Gauleses e Númidas. O próprio Júlio César era conhecido pela admiração que tinha da sua escolta de cavalaria mista germânica, que deu origem à Coorte de Cavalaria (Cohorte Equitates). Os primeiros imperadores mantiveram uma ala de cavalaria, composta por Batavos, para sua guarda pessoal, mais tarde extinta por Galba.
Durante a maior parte da república, a cavalaria romana funcionou, apenas como uma auxiliar da infantaria das legiões, formando apenas um quinto da força armada. Isto não significa que a sua utilidade possa ser subestimada, uma vez que o seu papel estratégico no reconhecimento e nas operações avançadas foi crucial para a capacidade dos Romanos em conduzir operações a longa distância em território hostil ou desconhecido. Em algumas ocasiões, a cavalaria romana também provou a sua capacidade para conduzir ataques decisivos contra uma inimigo fraco ou pouco preparado, sendo um exemplo disso a carga final durante a Batalha de Aquilônia.
Depois de derrotas, como a da batalha de Carras, os Romanos aprenderam, com os Partos e com os Sassânidas, a importância da ação de uma grande formação de cavalaria. Ambos, mas sobretudo os últimos, eram conhecidos pelos seus catafractários e clibanários (clibanarii) — soldados de cavalaria, armados com lanças e protegidos com uma armadura completa. A mobilidade da cavalaria parta confundiu os Romanos, cujas formações em ordem unida não foram capazes de contrabalançar a velocidade dos Partos. A partir daí, os Romanos irão aumentar substancialmente, tanto a quantidade como os padrões de instrução da sua cavalaria. Irão criar as suas próprias unidades de catafractários e de clibanários. No entanto o exército romano continuaria a se basear primariamente na sua infantaria pesada.
No exército do Império Romano tardio, a cavalaria desempenhou um papel com uma importância crescente. A espata (espada clássica usada durante a maioria do primeiro milénio depois de Cristo) foi adotada como modelo padrão das forças de cavalaria do Império.
O declínio progressivo do Império Romano e da sua infraestrutura, tornou cada vez mais difícil a mobilização de uma grande força de infantaria. Assim, durante os séculos IV e V, a cavalaria começou a assumir um papel mais dominante nos campos de batalha da Europa, o que também se tornou possível com a criação de novas raças de cavalos de grande porte. A substituição da sela romana por variantes baseadas no modelo cita e a adopção de estribos, permitiram, aos cavaleiros, uma maior estabilidade no combate a cavalo. Os catafractários couraçados começaram a empregues no leste da Europa e no Próximo Oriente como a principal força de combate romana, em contraste com os papéis iniciais da cavalaria que se limitavam à exploração, incursão e flanqueamento.
As tradições da cavalaria do final do Império Romano e dos invasores germânicos contribuíram para o desenvolvimento da instituição da cavalaria medieval.

### Árabes
A cavalaria inicial árabe, durante a época dos califas bem guiados, consistia numa cavalaria ligeira armada com lanças e espadas, protegida com uma armadura leve. A sua função principal era a de atacar os flancos e a retaguarda do inimigo. A cavalaria ligeira, durante os anos finais da conquista islâmica do Levante, tornou-se no mais poderoso ramo do exército muçulmano. O melhor uso deste tipo de cavalaria rápida e ligeiramente armada, foi demonstrado na Batalha de Jarmuque, em 636, na qual Calide ibne Ualide, sabendo da importância e da habilidade da sua cavalaria, usou-a para virar o jogo em todos os momentos críticos da batalha, aproveitando-se da sua capacidade para o contacto, o rompimento de contacto, a retirada e o contra-ataque a partir dos flancos ou da retaguarda. Calide ibne Ualide formou a Mutaharrik tulai'a (guarda móvel), uma unidade de cavalaria de elite, composta por veteranos das campanhas do Iraque e da Síria. A guarda móvel era usada como vanguarda do exército e como força canalizadora das tropas oponentes, com a sua grande mobilidade a dar-lhe uma vantagem decisiva na manobra contra qualquer exército bizantino.
Na Batalha de Talas, em 751 integrada num conflito que opôs o Califado Abássida e a dinastia Tangue da China pelo controlo da Ásia Central, a infantaria chinesa foi canalizada pela cavalaria árabe perto do rio Talas.
Mais tarde, os Mamelucos foram treinados como soldados de cavalaria. Os Mamelucos seguiam a Al-Furusiyya, um código de conduta que incluía valores como a coragem e a generosidade, mas também doutrinas sobre táticas de cavalaria, equitação, tiro com arco e primeiros socorros.

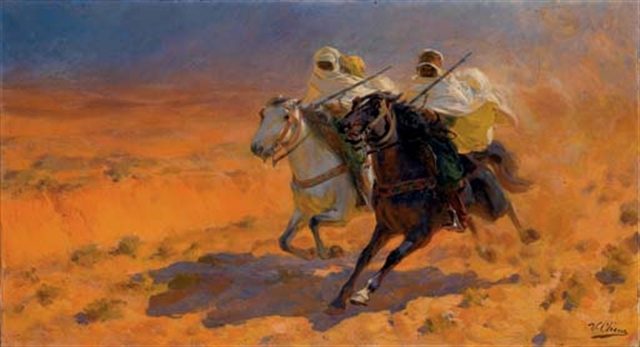
Cavaleiros árabes.
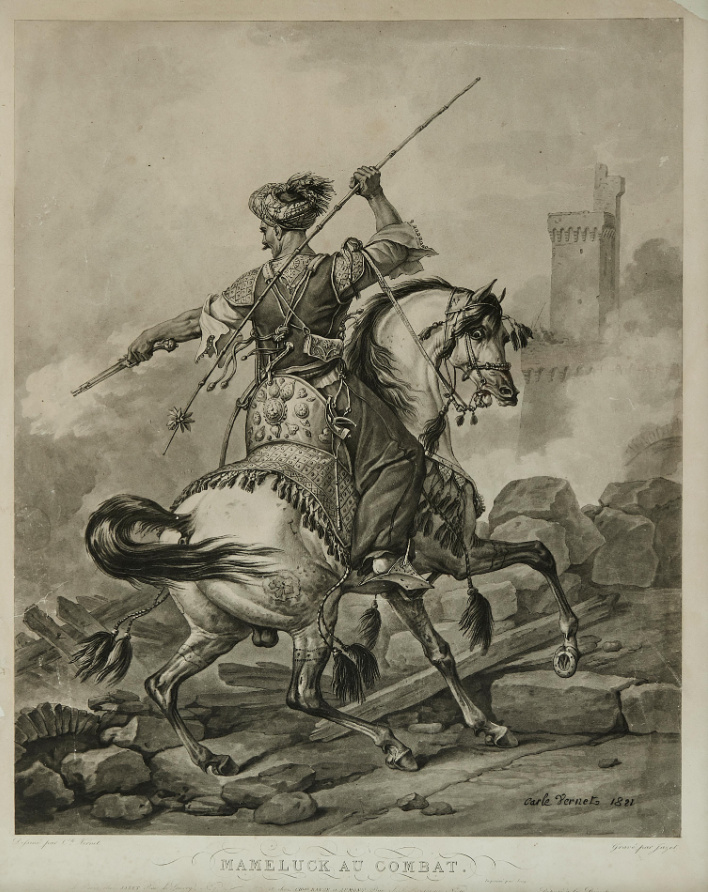
Cavaleiro mameluco.
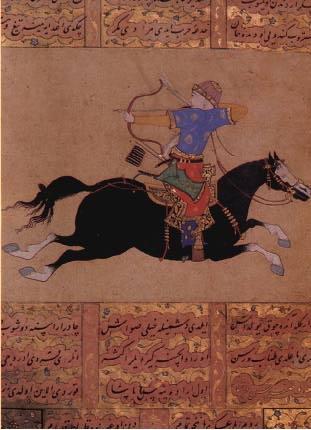
Archeiro a cavalo otomano.

### Ásia Central e Meridional
A literatura indiana contém inúmeras referências às forças de cavalaria dos nómadas da Ásia Central, como os Sacas, os Tocarianos, os cambojas, os javanas, Paalavas e os Paradas. Numerosos textos purânicos referem-se a uma antiga invasão da Índia, no século XVI a.C., pelas forças de cavalaria de cinco nações, chamadas as "Cinco Hordas" (Pañca Ganah) ou as "Hordas de Xátria" (Kśatriya Ganah), que capturaram o trono de Ayodhya, ao destronarem o rei védico Bahu.
O Maabárata, o Ramayana, numerosos puranas e algumas fontes estrangeiras atestam que o serviço da cavalaria dos cambojas era frequentemente solicitado nas guerras antigas. O Maabárata fala, em 950 a.C., de uma estimada cavalaria de cambojas, Sacas, javanas e Tocarianos, dos quais, todos eles participaram na Guerra de Kurukshetra, sob o comando supremo do governante Sudakshina Camboja.

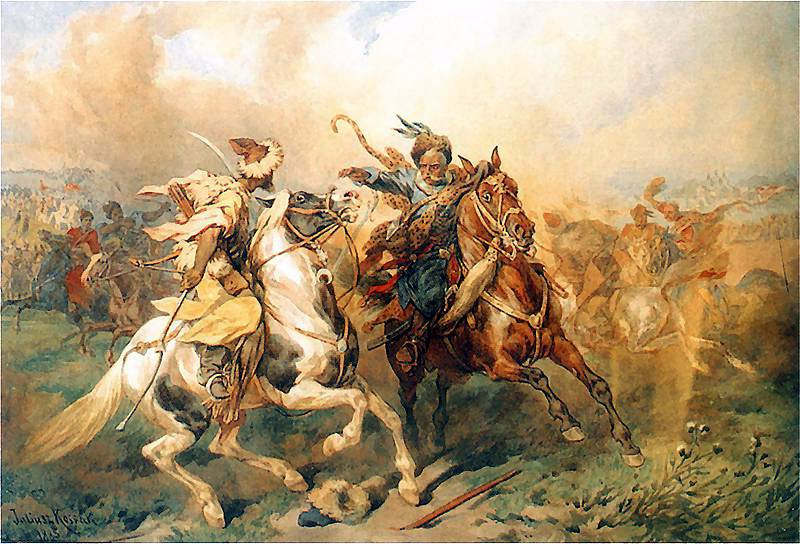
Cavaleiros tártaros

A importância do cavalo (ashya) como ponto fulcral na cultura dos Kambojas, tornou-os, popularmente, conhecidos como "Ashvakas" (cavaleiros) e a sua terra como "Terra dos Cavalos". Os Assakenoi (que se pensam ser tribos dos Ashvakas) enfrentaram Alexandre o Grande com 30 000 soldados de infantaria, 20 000 de cavalaria e 30 elefantes de combate. Estas tribos ofereceram uma tenaz resistência contra Alexandre, nas suas campanhas nos vales de Cabul, de Kunar e de Swat, ganhando a admiração dos próprios macedónios.
Os Kambojas organizaram-se em corporações militares (sanghas e srenis) para administrarem os seus assuntos políticos e militares. As referências indicam que os Kambojas formavam, pois, uma nação em armas, inclusive fornecendo serviços militares a nações estrangeiras. Inclusive, existem numerosas referências ao recrutamento da cavalaria dos Kambojas por outros povos.
Os Hunos, os Tártaros, os Tujue, os Ávaros, os quipchacos, os Mongóis, os Cossacos e os diversos povos turcos também são exemplos de povos equestres que conseguiram obter bastantes sucessos em conflitos militares com povos agrícolas sedentários e com sociedades urbanas, devido à sua mobilidade tática e estratégica. Alguns destes povos foram recrutados, como cavalaria, por diversos estados europeus, sendo, normalmente usados como exploradores e incursores. O exemplo mais conhecido, de um emprego continuado dessa cavalaria, foram os regimentos a cavalo de Cossacos usados, pela Rússia, até ao século XX.

### Extremo Oriente

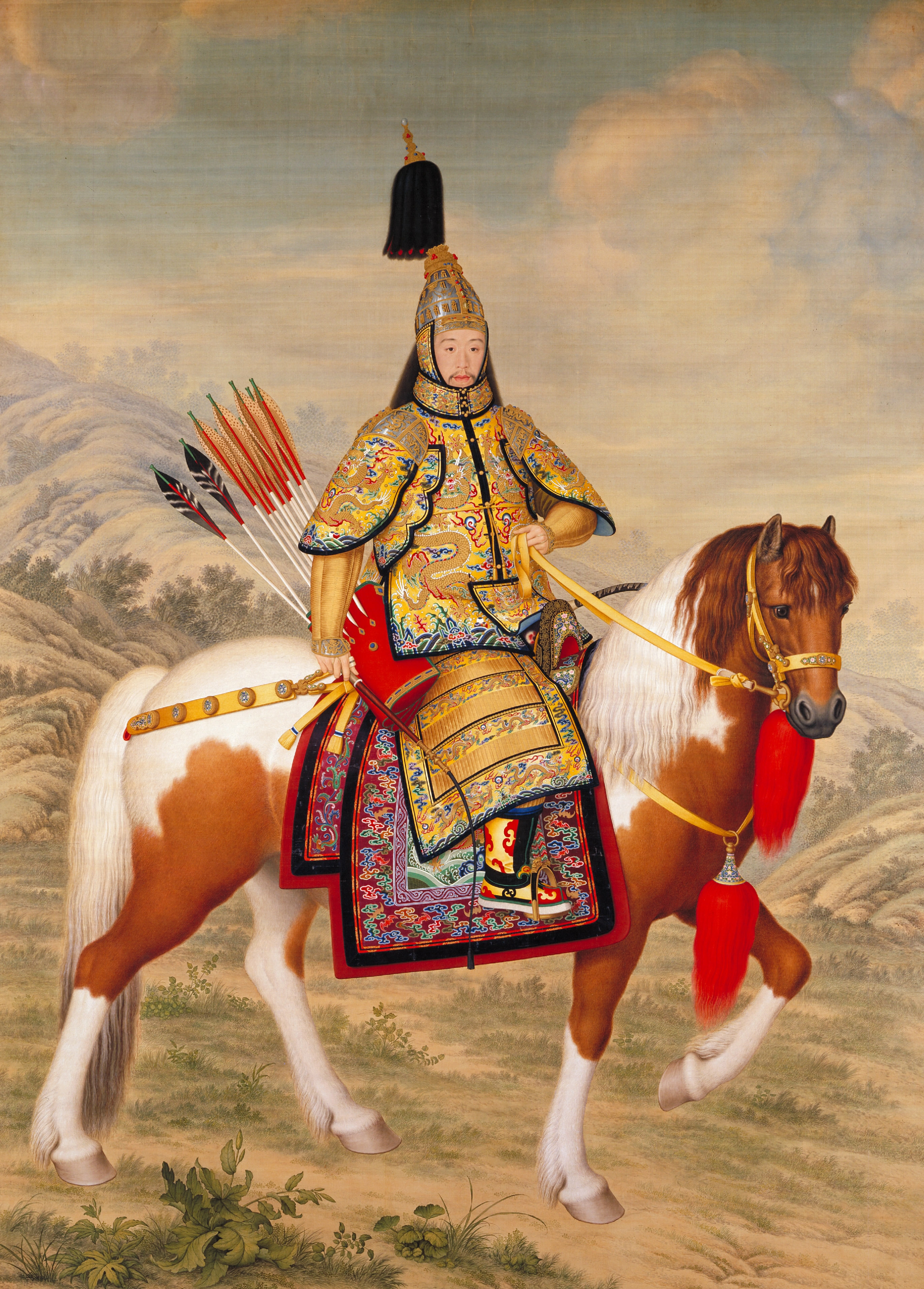
Imperador Qianlong equipado como cavaleiro couraçado chinês

A história militar da China relata uma longa troca de experiências entre as forças de infantaria chinesas do Sul e os "bárbaros" montados do Norte. Em 307 a.C., o rei Wuling de Zhao, ordenou aos seus comandantes militares e às suas tropas, que adotassem calças como os nómadas, bem como que praticassem o seu sistema de tiro com arco a cavalo. Depressa, as táticas de cavalaria adotadas pelo reino de Zhao forçaram os seus inimigos dos outros reinos combatentes a adotar as mesmas técnicas.
A adoção da cavalaria de massas na China, também quebrou a tradição do uso em combate, do carro puxado a cavalos pela aristocracia chinesa, que existia desde cerca de 1 600 a.C., durante a Dinastia Shang. Por esta altura os grandes exércitos chineses com de 100 000 a 200 000 soldados de infantaria, passaram a ser apoiados por várias centenas de soldados a cavalo.
Em muitas ocasiões, os Chineses estudaram as táticas de cavalaria nómadas e aplicaram-nas na criação das suas próprias forças poderosas de cavalaria. As táticas chinesas de cavalaria foram reforçadas pela invenção dos estribos presos à sela, ocorrida já pelo menos no século IV, como mostram as evidências.
A cavalaria foi introduzida na Coreia, pela primeira vez, durante o período Gojoseon. Os antigos japoneses também adotaram a cavalaria e a criação de cavalos, por volta do século V a.C..

### Europa medieval

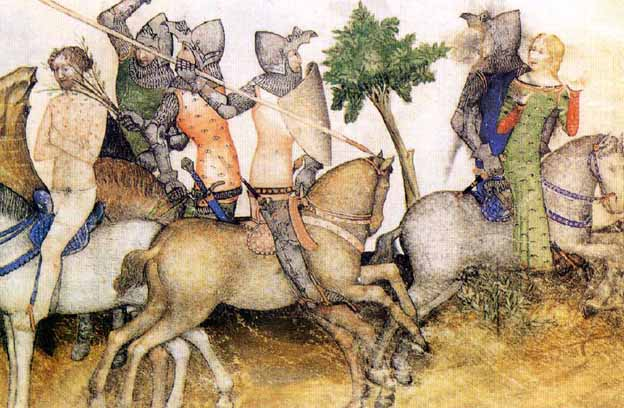
Cavaleiros medievais europeus

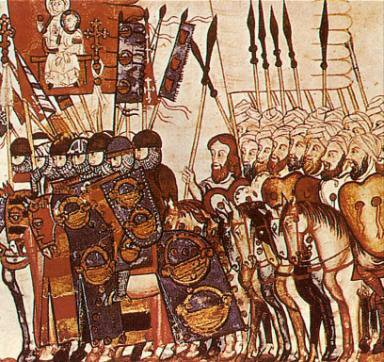
Cavaleiros cristãos e muçulmanos da Reconquista da Península Ibérica

Apesar da cavalaria romana não usar estribos, as selas usadas permitiam boas estabilidade e flexibilidade. No entanto a adoção dos estribos e de selas mais aperfeiçoadas permitiram uma maior eficiência no combate a cavalo, durante a Idade Média. Os estribos e as novas selas permitiam que mais peso, tanto do homem como da sua sua armadura, pudessem ser suportados em cima do cavalo. Em particular, uma carga com a lança presa nas axilas já não se iria transformar num "salto com vara", permitindo um enorme aumento do impacto da carga a cavalo. Por último, mas não menos importante, a introdução das esporas veio permitir um melhor controlo da montada durante a carga de cavalaria a todo o galope. Na Europa Ocidental emergiu o que é considerado o expoente máximo da cavalaria pesada: o cavaleiro ou homem-de-armas medieval. Os cavaleiros carregavam em formação cerrada, trocando a flexibilidade por uma primeira carga massiva e irresistível.
Os homens-de-armas a cavalo, depressa, se tornaram numa importante força nas táticas da Europa Ocidental, devendo, no entanto, observar-se que a doutrina militar medieval definia que os mesmos deveriam ser empregues como parte de uma força de armas combinadas, juntamente com os vários tipos de tropas a pé. No entanto, os cronistas medievais tendiam a dar uma indevida atenção aos nobres cavaleiros, em detrimento da infantaria (forças apeadas), compostas por membros das classes mais baixas. Isto poder dar a impressão que a cavalaria era a única força a ter em conta nas batalhas medievais europeias, o que está longe da realidade.
Formações massivas de arqueiros ingleses venceram a cavalaria francesa nas batalhas de Crécy, Poitiers e de Agincourt. Nas batalhas de Bannockburn, de Lupen e de Aljubarrota, os soldados a pé escoceses, suíços e portugueses, respetivamente, provaram ser quase invulneráveis às cargas de cavalaria, desde que mantivessem a formação. No entanto, a ascensão da infantaria como a principal arma teria que esperar até aos Suíços transformarem seus quadrados de piques, numa formação ofensiva, em vez de, apenas, defensiva. Esta nova doutrina agressiva deu, à Suíça, vitórias sobre uma série de adversários, levando os seus inimigos a descobrir que a única maneira de os derrotar seria através do uso de uma doutrina de armas combinadas ainda mais abrangente, como veio a acontecer na Batalha de Marignano, onde os Franceses e Venezianos conseguiram derrotar os Suíços. O desenvolvimento de armas de projeção, mais potentes, como o arco longo, a besta e os canhões de mão, também ajudaram a mudar a focalização nas elites de cavalaria para as massas de infantaria económica, equipada com armas operáveis com uma fácil aprendizagem. Estas armas tiveram bastante sucesso nas Guerras Hussitas, em conjunto com a utilização dos fortes de carroças.
A ascensão gradual do domínio da infantaria levou à adopção de táticas de combate desmontado. Desde os tempos mais remotos, que os homens-de-armas a cavalo, tinham, frequentemente, que desmontar para lidar com inimigos com os quais não podiam lidar em cima do cavalo. A partir da segunda metade do século XVI essa tática tornou-se bastante mais importante, com os homens-de-armas a desmontarem e a combaterem como uma infantaria superpesada, usando montantes e achas-de-armas, seguras com as duas mãos. De qualquer modo, a guerra, na Idade Média, tendia a ser dominada mais por incursões e cercos do que por batalhas campais, não aos homens-de-armas outra escolha que não a desmontar para assaltar fortificações.

### Europa renascentista

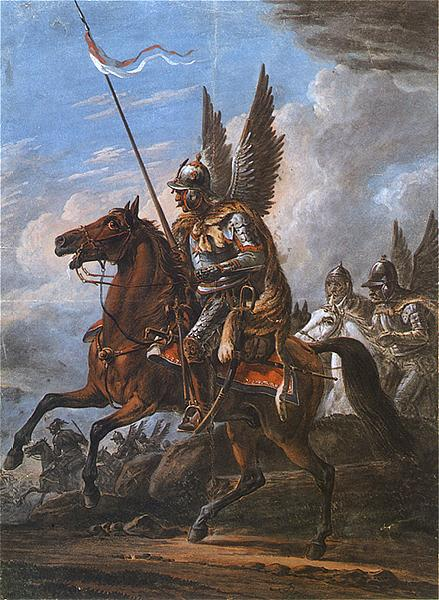
Hussardos alados polacos

Ironicamente, a ascensão da infantaria, no início do século XVI, coincidiu que a "idade de ouro" da cavalaria pesada. No início daquele século, os exércitos espanhol e francês, por exemplo, poderiam ter até 50% dos seus efetivos preenchidos com vários tipos de cavalaria ligeira e pesada, enquanto que, no século seguinte, esse número nunca ultrapassaria os 25%. A Cavalaria como instituição perdeu a maioria das suas funções militares e transformou-se mais numa classe social e econômica, dedicando-se, cada vez mais às atividades capitalistas, em crescendo no ocidente europeu. com o crescimento de uma infantaria devidamente treinada e exercitada, os homens-de-armas a cavalo, agora, eles próprios, parte do exército permanente, assumiram o mesmo papel das antigas cavalarias grega e romana — o de darem um golpe decisivo quando a batalha já estava a ser travada, quer carregando sobre os flancos inimigos, quer atacando o seu posto de comando.
A partir da segunda metade do século XVI, o uso de armas de fogo, solidificou o domínio do campo de batalha pela infantaria e permitiu o desenvolvimento de verdadeiros exércitos de massas. Os cavaleiros pesadamente couraçados eram bastante dispendiosos de formar, manter e de substituir. Eram necessários anos para criar um cavaleiro hábil e um cavalo treinado, enquanto que os arcabuzeiros e, mais tarde, os mosqueteiros poderiam ser muito mais rapidamente treinados e mantidos a um custo significativamente menor, além de poderem ser mais facilmente substituídos. Os terços espanhóis e as formações de infantaria neles inspiradas, relegaram a cavalaria para um mero papel de auxiliar. A pistola e a manobra do caracol foram, especificamente, desenvolvidas para tentar voltar a aumentar importância da cavalaria no combate. Contudo, a manobra do caracol não foi particularmente bem sucedida e a carga — usando, espada, lança ou pistola — continuou como o principal modo de emprego para a maioria dos tipos de cavalaria europeia, sendo, contudo, por esta altura, já realizada através de formações com muito mais profundidade e disciplina do que no passado. Os semilanceiros ingleses — armados de lança e protegidos com meia armadura — e os retres alemães — armados de espada e pistola e protegidos com couraça — estavam entre os tipos de cavalaria que atingiram o apogeu nos séculos XVI e XVII. Estes séculos também testemunharam os dias de glória dos hussardos alados polacos — uma força de cavalaria pesada, couraçada e fazendo uso de lança, cujos militares se caraterizavam por terem umas grandes asas de madeira e de penas, presas às costas — que obtiveram um grande sucesso em combate contra os Suecos, Russos e Otomanos.

### Europa dos séculos XVIII e XIX

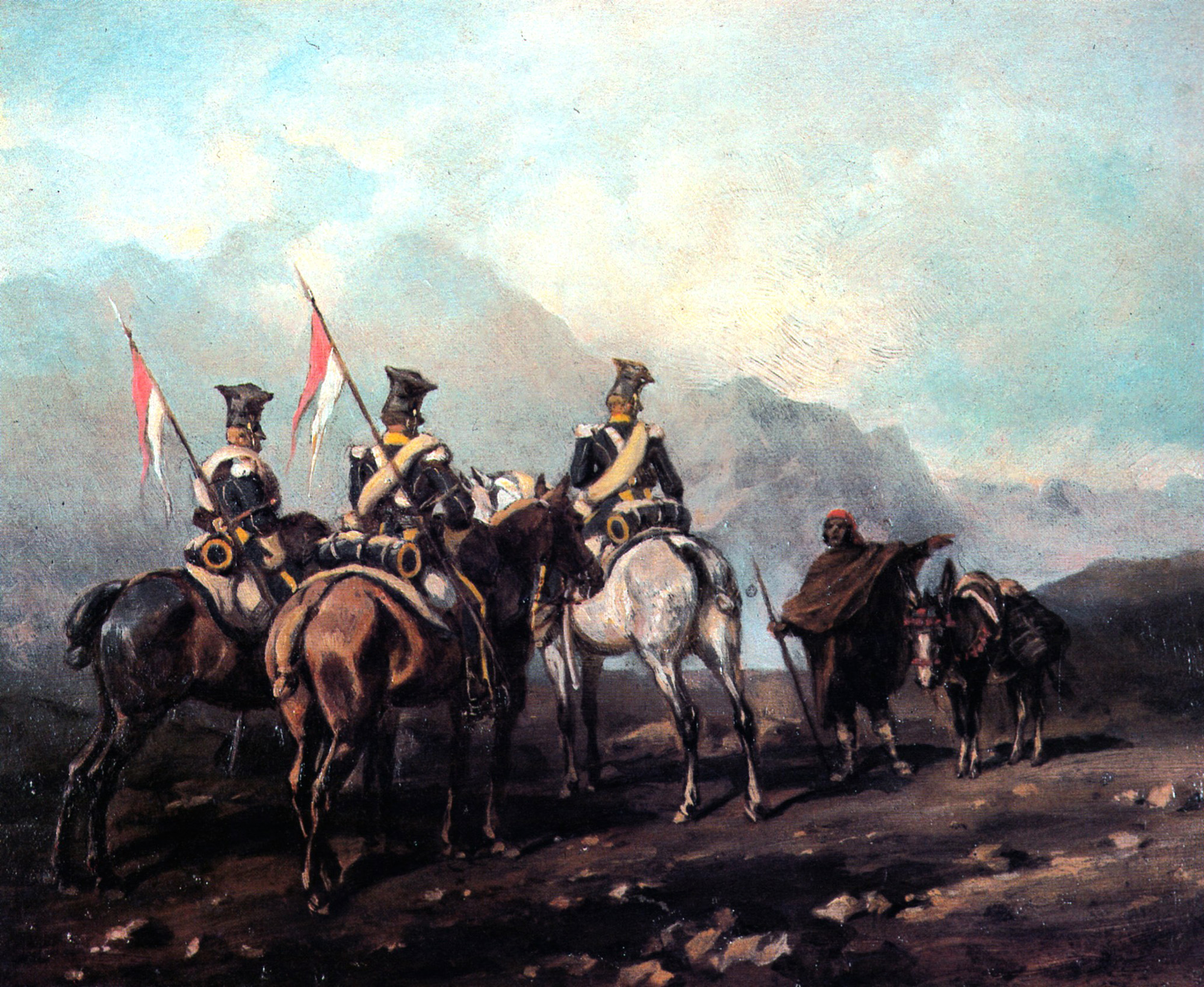
Ulanos (lanceiros poloneses) da Legião do Vístula em patrulha na Espanha durante a Guerra Peninsular, por Juliusz Kossak, 1875

A cavalaria manteve um papel importante, durante esta época, que viu a regularização e a uniformização dos exércitos de toda a Europa. Em primeiro lugar, continuou a ser a escolha primária para confrontar a cavalaria inimiga. Por outro lado os ataques da cavalaria contra a vanguarda contínua de uma força de infantaria resultavam, normalmente, em fracasso, mas o ataque aos flancos e à retaguarda das extensas linhas da infantaria resultava, frequentemente, em sucesso. A cavalaria foi importante nas batalhas de Blenheim, de Rossbch e de Friedlândia, mantendo-se como um factor significativo durante as guerras napoleónicas. A infantaria em massa era mortal para a cavalaria, mas tornava-se num excelente alvo para a artilharia. A partir do momento em que um bombardeamento criava uma desordem na formação de infantaria, a cavalaria era capaz de pôr em debandada e de perseguir os soldados de infantaria dispersos. Só quando as armas de fogo individuais atingiram precisão e cadência de tiro elevadas é que a importância da cavalaria diminuiu até nesta função. Mesmo assim, a cavalaria ligeira continuou como um instrumento indispensável para a exploração e observação até ser suplantada nesta função, pela aviação, durante a Primeira Guerra Mundial.
Em meados do século XIX, genericamente, a cavalaria dos exércitos europeus podia dividir-se em:
1. Cavalaria pesada: couraceiros;
2. Cavalaria média: dragões;
3. Cavalaria ligeira: hussardos e lanceiros.

Existiam algumas variantes nacionais e regionais. Por exemplos, como cavalaria ligeira também existiam os caçadores a cavalo franceses, alemães e portugueses, os chevaulegers bávaros, os cossacos russos, os dragões ligeiros britânicos e os ulanos polacos, prussianos e austríacos. Como cavalaria pesada também existiam os guardas dragões e dragões pesados britânicos e os carabineiros e granadeiros a cavalo franceses.

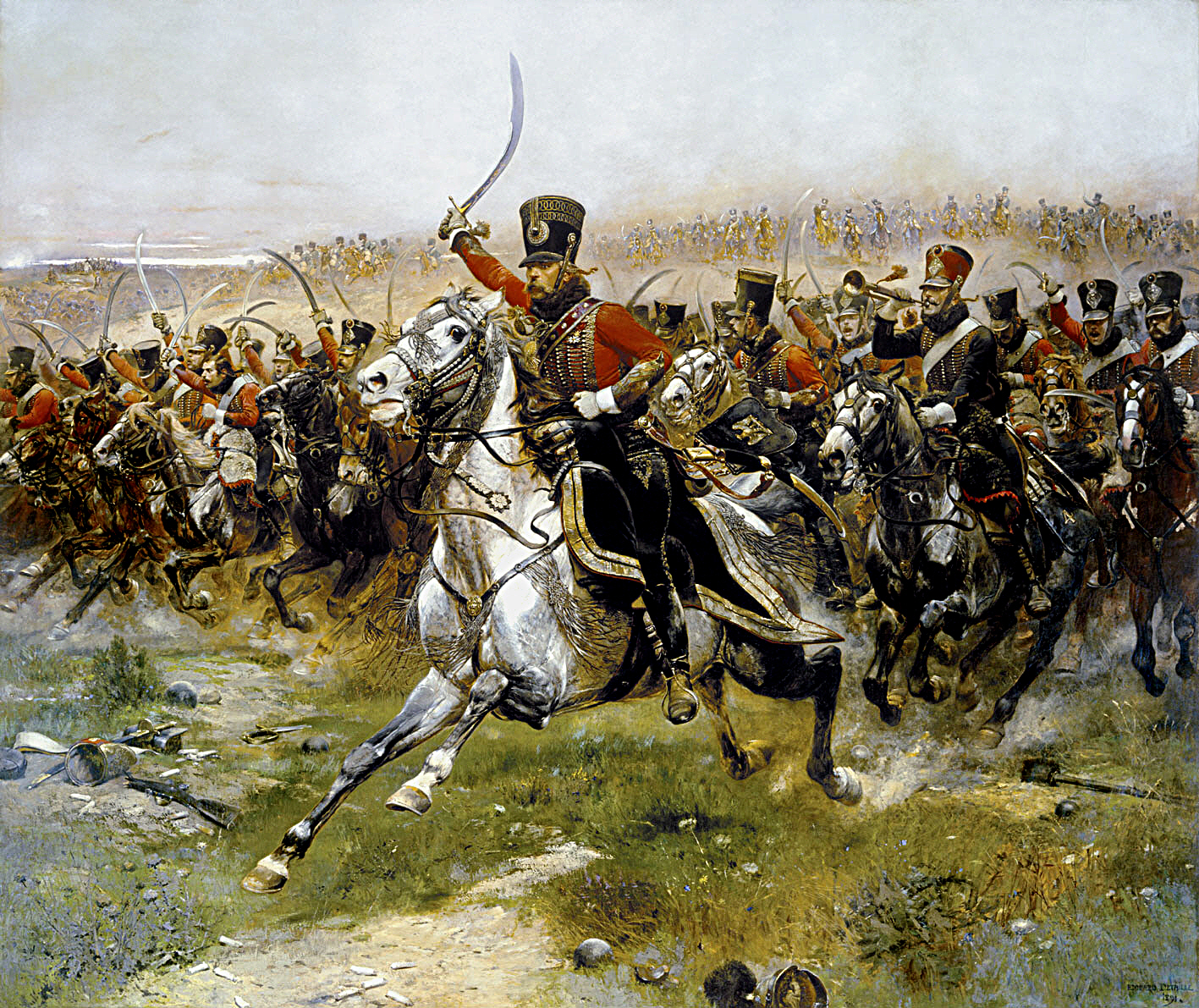
Carga dos hussardos da cavalaria napoleónica.
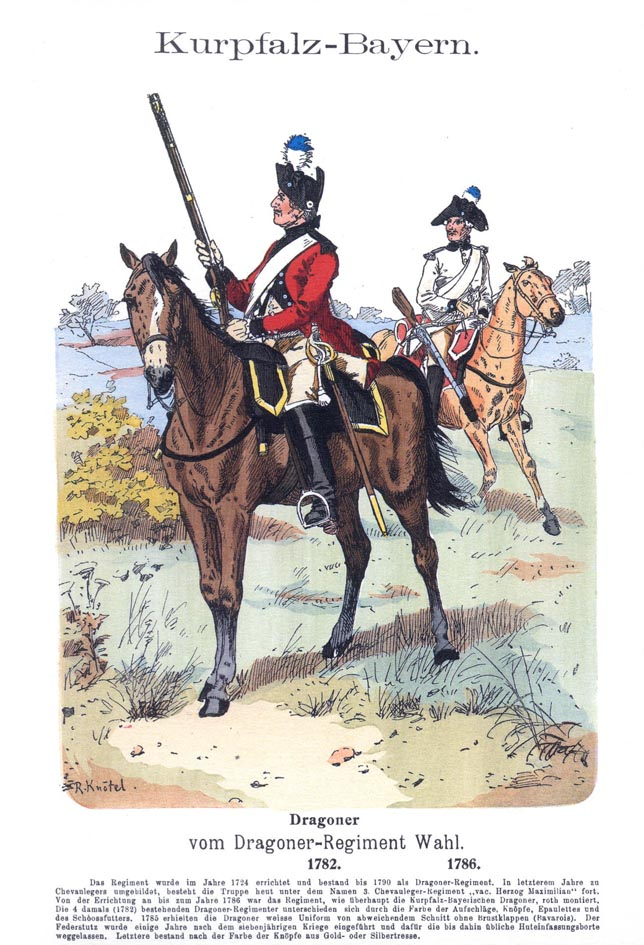
Dragões bávaros.
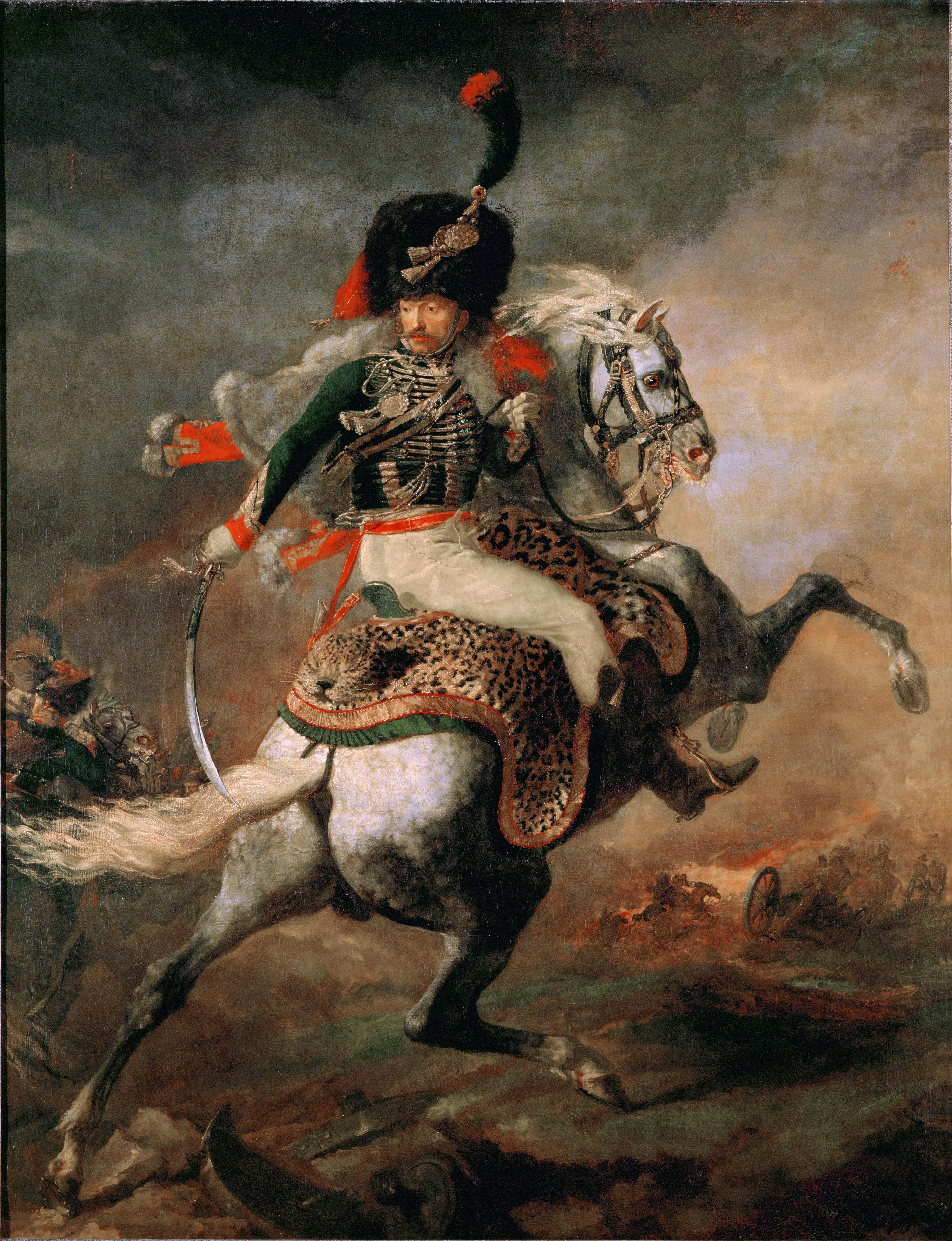
Caçador a cavalo francês.

### Impérios coloniais do século XIX

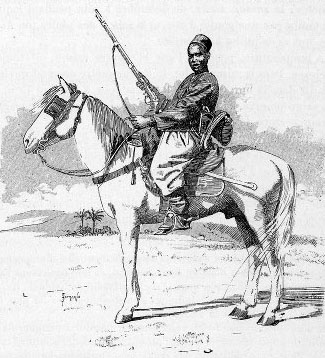
Spahi senegalês

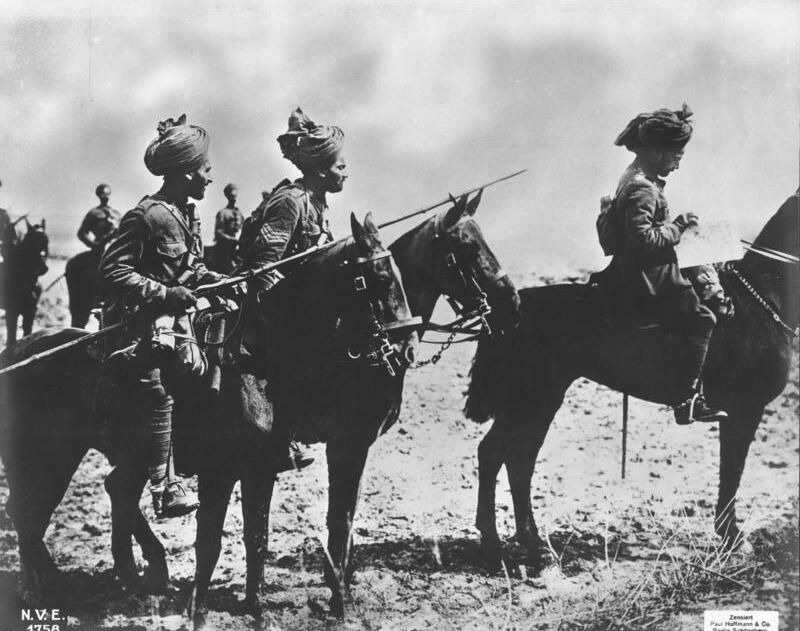
Lanceiros indianos da Força Expedicionária Britânica, na Primeira Guerra Mundial

A cavalaria obteve novos sucessos nas operações irregulares nas campanhas ultramarinas, levadas a cabo pelas potências coloniais europeias. Estas campanhas decorriam em teatros de operações vastos e desertos, contra nativos sem táticas nem armas modernas, mas que se deslocavam facilmente no terreno. Nestas situações as lentas forças de infantaria, apoiadas por artilharia eram, normalmente, ineficazes. Pelo contrário a mobilidade e a capacidade de cobertura rápida de grandes distâncias da cavalaria, tornou-a especialmente eficaz nas operações coloniais. Exemplos disto foi a atuação das unidades de dragões portugueses no Brasil e, mais tarde, em África e das unidades de cavalaria dos Estados Unidos, no Velho Oeste. Diversas potências europeias criaram unidades de cavalaria nativa, como os sowares da Índia Britânica, os spahis da África do Norte francesa e os savaris da Líbia italiana.

### A decadência da cavalaria
No início do século XX, todos os exércitos mantinham, ainda, forças substanciais de cavalaria, discutindo-se se a sua função deveria ou não passar a ser, meramente, a de infantaria montada, a função histórica dos dragões. Depois da sua experiência na Guerra dos Bôeres — na qual os comandos a cavalo bôeres, desmontando para combater, provaram ser superiores à cavalaria regular — o Exército Britânico abandonou o uso operacional da lança — retomando-o em 1908 — e deu uma nova ênfase ao treino para ações desmontadas. Também os Russos, entre 1881 e 1910 converteram todos os seus regimentos de hussardos, lanceiros e couraceiros em dragões, treinados para atuar como infantaria montada — estes regimentos retomaram as suas designações, uniformes e funções históricas em 1910.
Em agosto de 1914, todos os exércitos combatentes ainda mantinham números substanciais de cavalaria e a natureza móvel das batalhas iniciais da Primeira Guerra Mundial, tanto na Frente Ocidental como na Oriental permitiram um número de ações tradicionais de cavalaria, ainda que menores e mais escassas do que nas guerras anteriores. A cavalaria do Exército Alemão, ainda que mantendo uniformes coloridos e tradicionais em tempo de paz, adotou a prática de atuar, apenas como apoio à infantaria, caso a mesma encontrasse uma resistência substancial. Estas táticas cautelosas foram alvo de escárnio por parte dos seus oponentes mais conservadores, mas provaram-se apropriadas à nova natureza da guerra. 

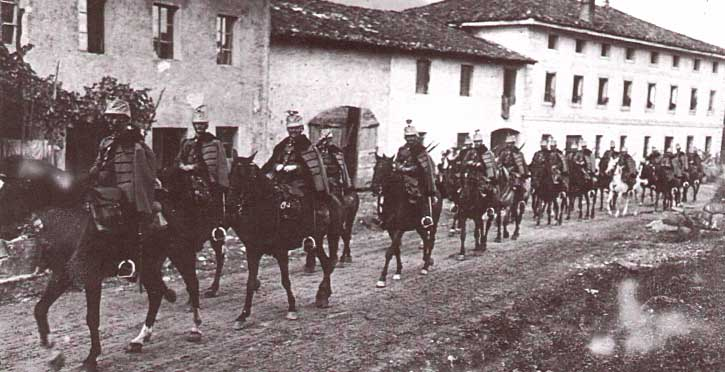
Dragões austro-húngaros na Primeira Guerra Mundial

A partir do momento em que as frentes de batalha se estabilizaram, uma combinação de arame farpado, metralhadoras e espingardas de repetição, provou ser mortífera para as tropas a cavalo. Durante o resto da guerra, na Frente Ocidental, a cavalaria deixou, praticamente, de ter qualquer papel a desempenhar. Os exércitos combatentes, desmontaram as suas cavalarias e usaram-nas noutras funções, como infantaria, metralhadoras e ciclistas
Algumas unidades de cavalaria, contudo, foram mantidas a cavalo, na retaguarda das linhas, como uma reserva para contrariar um seu eventual rompimento, que tardou a acontecer. Só os carros de combate, introduzidos na Frente Ocidental a partir de setembro de 1916, conseguiram obter o rompimento das linhas, mas não tinham a autonomia para o explorarem. Como as tropas a cavalo eram demasiado lentas e vulneráveis para acompanhar eficazmente o carro de combate, as mesmas nunca conseguiram obter um papel significativo na guerra mecanizada, levando a que, no planeamento de forças do pós-guerra, ela fosse substituída por forças baseadas meios mecânicos, sobretudo blindados. Muitas das unidades de cavalaria irão ser convertidas para este tipo de forças, mantendo, algumas das quais, as suas designações tradicionais ligadas à cavalaria.
Nos espaços mais amplos da Frente Oriental, continuou a ser travada uma forma mais fluída de guerra, mantendo-se a necessidade do uso das tropas a cavalo. Sobretudo nos meses iniciais da guerra foram travadas várias ações a cavalo, de grande envergadura. No entanto, mesmo aí, a necessidade de manter grandes unidades a cavalo, impôs um elevado custo sobre as linhas logísticas, que não era compensado por grandes ganhos estratégicos.
No Médio Oriente, as forças a cavalo, tanto aliadas como turcas, continuaram a ter um papel importante — ainda que, sobretudo como infantaria montada — sobretudo nas grandes áreas desertas.

### Período entreguerras

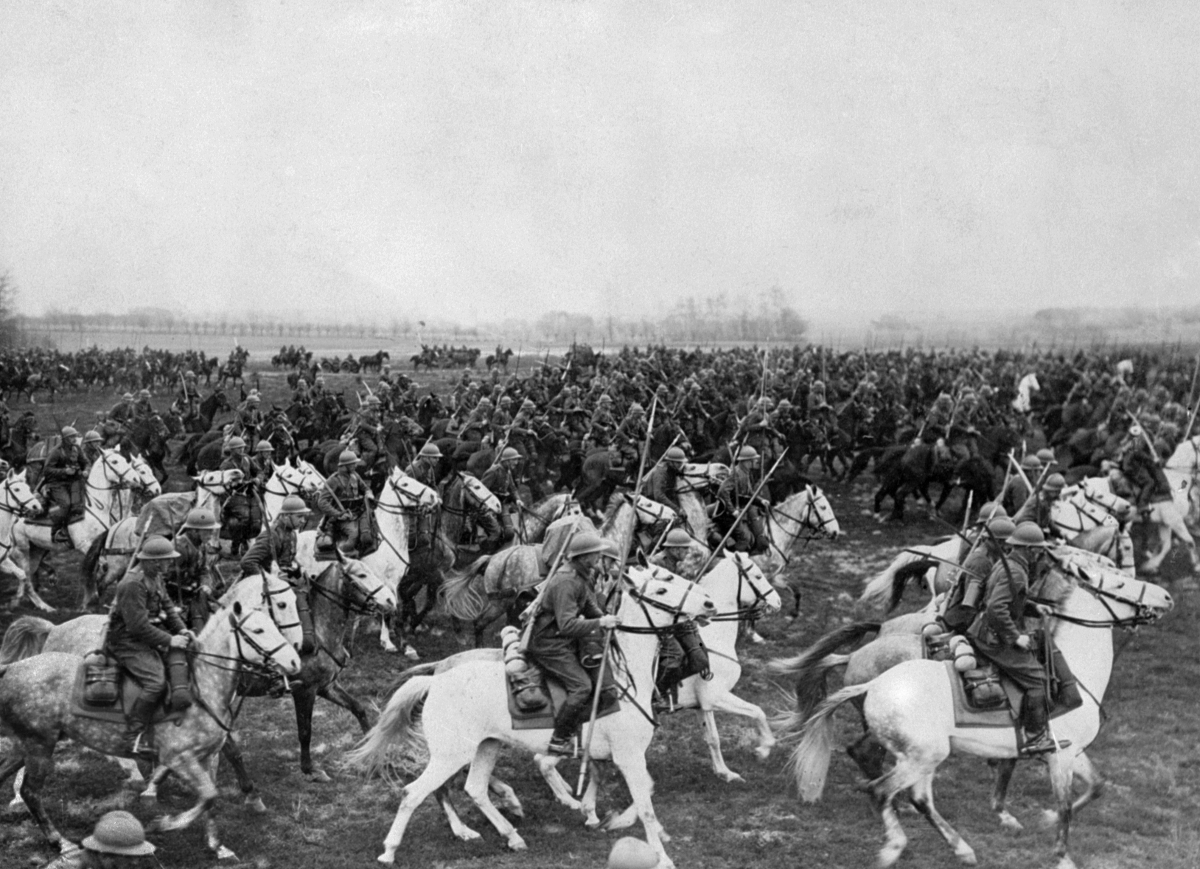
Cavalaria polaca, no período entre guerras

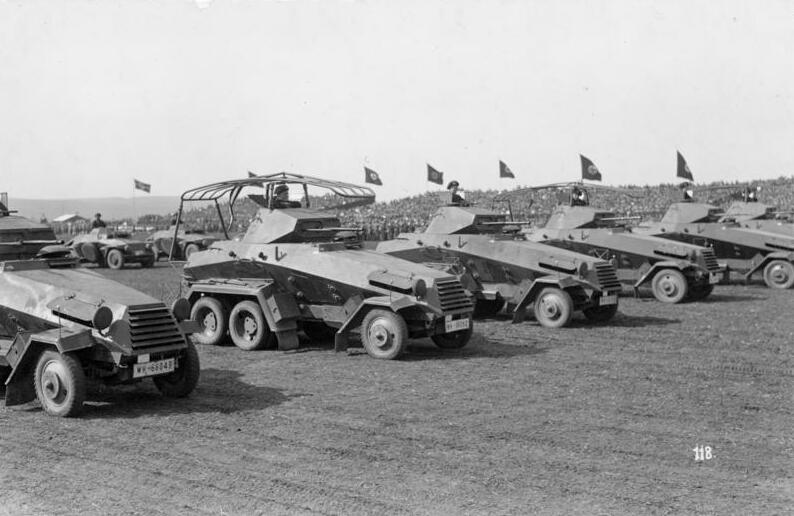
Unidade de reconhecimento de cavalaria alemã, com blindados SdKfz 231 e SdKfz 232, no período entre-guerras

Uma combinação de conservadorismo militar e de restrições económicas evitou que as lições da Primeira Guerra Mundial fossem, imediatamente, postas em prática. Apesar da acentuada redução de unidades a cavalo na maioria dos exércitos ocidentais, ainda se pensava que as tropas montadas iriam desempenhar um papel determinante na guerra futura.
A cavalaria foi extensivamente usada na Guerra Civil Russa e na Guerra Polaco-Soviética. As guerras coloniais em Marrocos, Síria e Índia deram oportunidade ao uso da cavalaria contra inimigos sem armamento moderno.
Durante a década de 1930, o Exército Francês experimentou a integração de unidades de cavalaria montadas e mecanizadas, em grandes unidades mistas. Os regimentos de dragões foram convertidos em dragons portées — infantaria transportada em camiões e motorizadas — e os couraceiros em unidades blindadas. As unidades de cavalaria ligeira (caçadores a cavalo, hussardos e spahis) mantiveram-se a cavalo. A teoria era a de que, grandes unidades mistas, poderiam usar as vantagens do cavalo e do blindado, conforme as circunstâncias. Na prática, verificou-se que as tropas a cavalo não dispunham da velocidade suficiente para acompanhar as velozes tropas mecanizadas.
Os exércitos britânico e dos Estados Unidos decidiram pela mecanização total das suas unidades a cavalo, tendo esse processo praticamente concluído no início da Segunda Guerra Mundial. No caso do Exército Britânico, os antigos regimentos de cavalaria — agora mecanizados, mas mantendo as suas designações tradicionais — juntaram-se ao Corpo Real de Tanques da infantaria, constituindo uma nova arma blindada designada "Royal Armoured Corps" (Real Corpo Blindado).

### Segunda Guerra Mundial
No início da Segunda Guerra Mundial, praticamente só os exércitos britânico e norte-americano estavam, quase totalmente, motorizados. Os restantes exércitos (inclusive, e ao contrário do mito, o Exército Alemão) ainda utilizavam o cavalo, em grande escala, para as mais variadas funções, desde as de transporte logístico às de combate. No entanto, apesar da maioria dos exércitos manter ainda unidades de cavalaria, as grandes ações a cavalo restringiram-se, essencialmente, às campanhas da Polónia e da União Soviética.
Um mito que se tornou popular é o de que os lanceiros polacos carregaram, a cavalo com as suas lanças, sobre os carros de combate alemães durante as operações de setembro de 1939. Este mito nasceu da má interpretação de um único combate, ocorrido a 1 de setembro perto de Krojanty, quando dois esquadrões do 18º Regimento polaco de Lanceiros tentava atacar a infantaria alemã, quando foi apanhada em campo aberto, pelos carros de combate inimigos. As duas razões principais para o desenvolvimento deste mito, foram a falta de veículos motorizados no Exército Polaco, que o obrigava a usar cavalos nas mais diversas funções — inclusive no reboque de armas anticarro — e o fato da cavalaria polaca, por diversas vezes, ter ficado encurralada pelos carros de combate alemães, não lhe restando outra alternativa senão tentar lutar com eles, para escapar — essa luta seria, portanto, não uma ação intencional, mas uma ação de desespero.

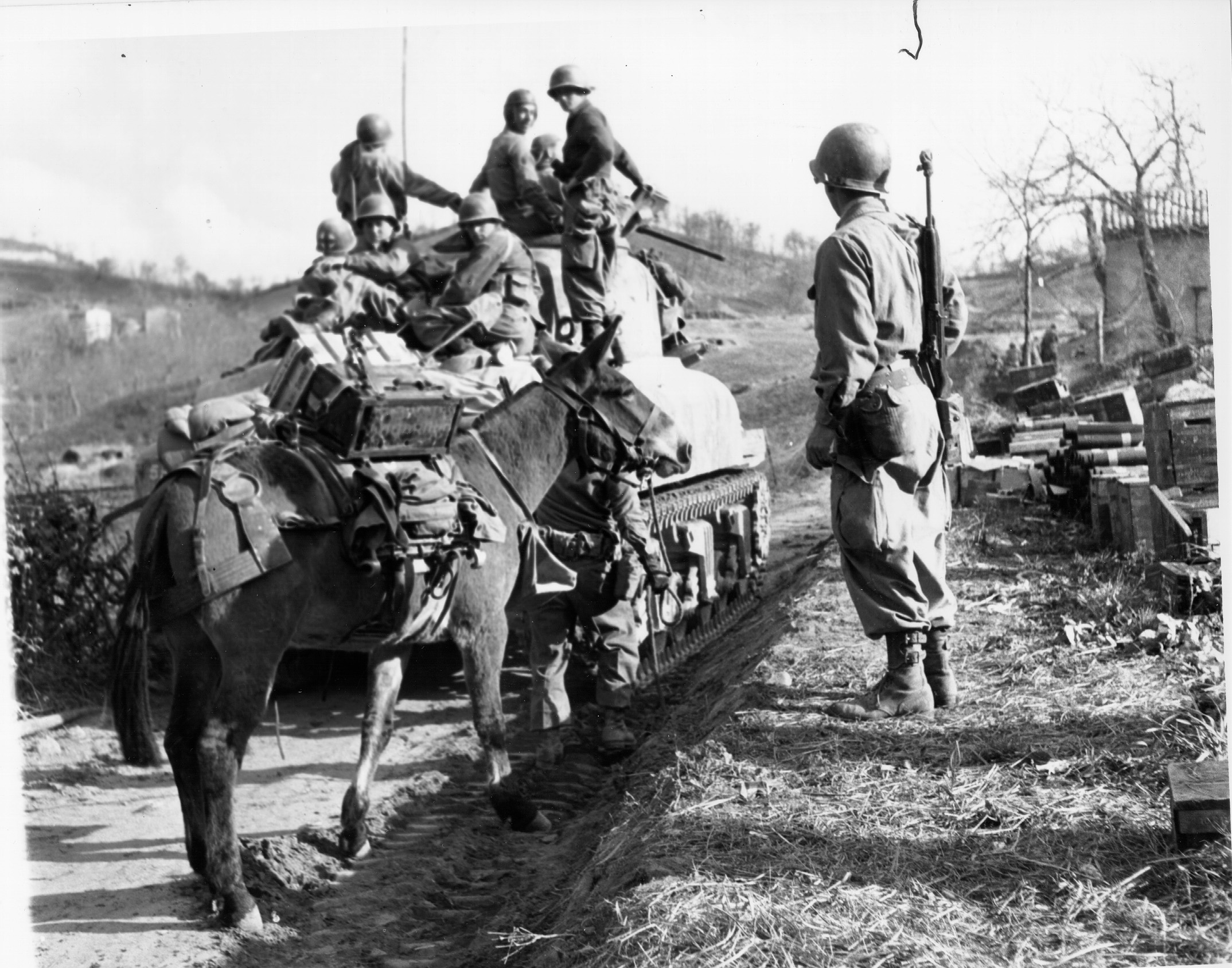
Durante a II Guerra, ambos os lados se valeram tanto das unidades de cavalaria com tração animal, quanto das mecanizadas

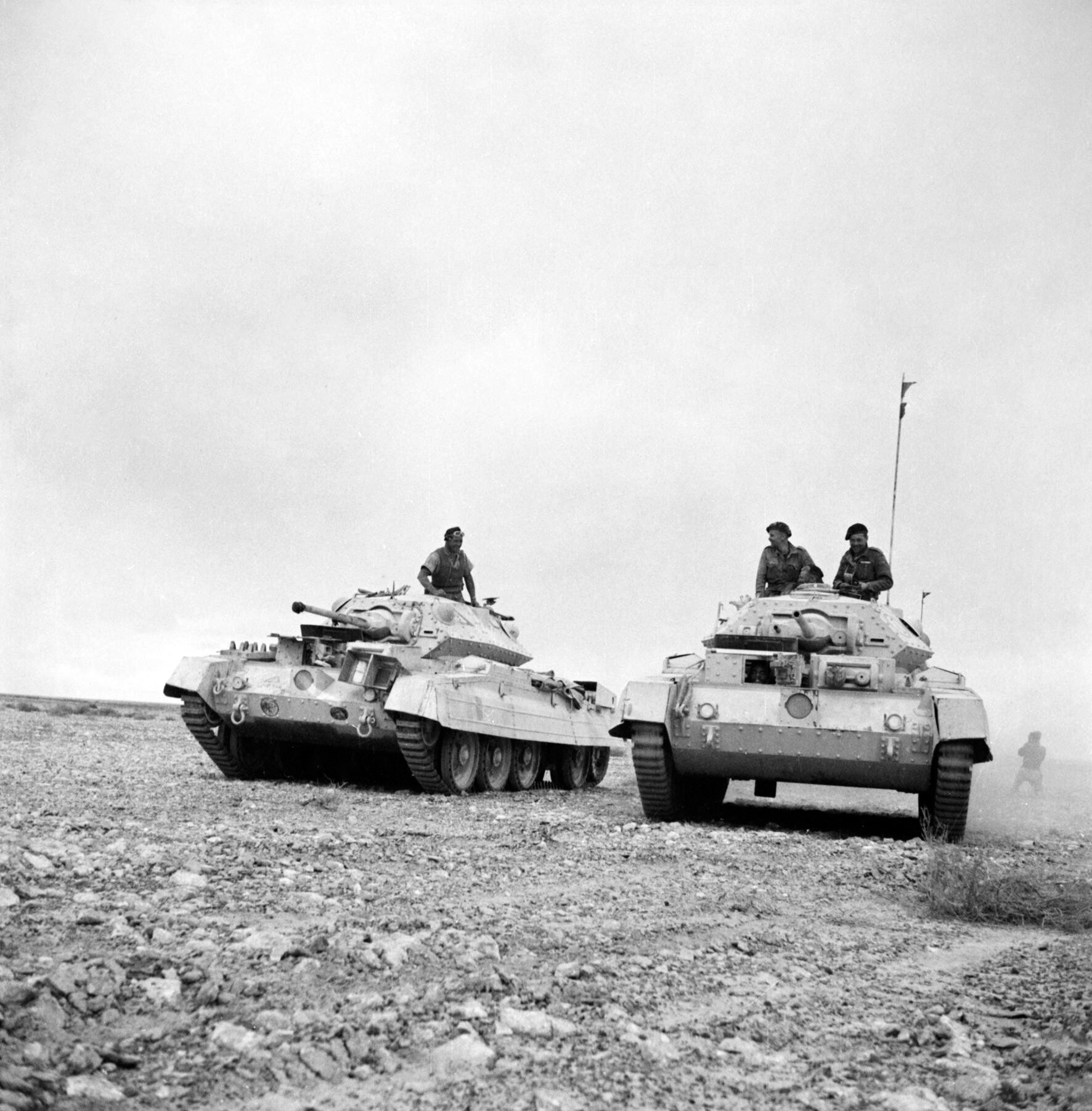
Cavalaria britânica, equipada com carros de combate Crusader na Segunda Guerra Mundial

Será mais correta a referência a "infantaria montada" do que a "cavalaria", já que os cavalos eram usados, primariamente, como um meio de transporte, para os quais eram especialmente adequados, dado o mau estado das estradas polacas. Outro mito, refere-se à cavalaria polaca como armada com sabres e lanças. Na verdade, em 1939, as lanças já só eram usadas como arma cerimonial, sendo a carabina a principal arma do soldado de cavalaria polaco. Realmente, o equipamento individual de campanha incluía um sabre — talvez por tradição — mas, em caso de combate, o soldado de cavalaria polaco, certamente daria preferência ao uso da sua carabina e baioneta. Além disso, a ordem de batalha, de uma brigada de cavalaria polaca, incluía — além dos soldados a cavalo — metralhadoras ligeiras e pesadas, armas anticarro e antiaéreas, artilharia, veículos blindados de reconhecimento e carros de combate ligeiros
Nos estágios mais avançados da guerra, já só a União Soviética mantinha, ainda, números substanciais de unidades a cavalo, algumas combinadas com unidades mecanizadas. A vantagem desta abordagem era que, na exploração, a infantaria montada podia acompanhar o avanço dos carros de combate. Outros fatores a favorecer a manutenção de unidades a cavalo incluíam a elevada qualidade dos cossacos russos e de outras forças a cavalo e a falta de estradas adequadas a veículos motorizados. Outro fator importante era o de que a capacidade logística necessária para apoiar grandes forças mecanizadas excedia a necessária para apoiar tropas a cavalo.
Além da Alemanha, também a Roménia, a Hungria e a Itália participaram, com forças de cavalaria, na invasão da União Soviética. Apesar da maioria das unidades de cavalaria terem sido extintas ou reconvertidas, depois da retirada da União Soviética, a Alemanha manteve até ao final da guerra, algumas unidades a cavalo das SS e de aliados cossacos.
No Extremo Oriente, unidades a cavalo do Exército dos Estados Unidos ainda combateram os Japoneses, nas Filipinas. O 26º Regimento de Cavalaria dos EUA (Philippine Scouts) combateu a cavalo durante a retirada para a península de Bataan, até ser destruído em janeiro de 1942. A última grande unidade a cavalo do Exército dos EUA, a 2ª Divisão de Cavalaria, foi apeada em março de 1944.
A última carga tradicional de cavalaria, confirmada, da história, a carga da cavalaria Savoia em Izbushensky, ocorreu em agosto de 1942, levada a cabo pela unidade do Corpo di spedizione italiano in Russia (Corpo Expedicionário Italiano da Rússia). O Reggimento "Savoia Cavalleria" (3º) carregou, com sucesso, sobre as forças soviéticas.

### Depois da Segunda Guerra Mundial

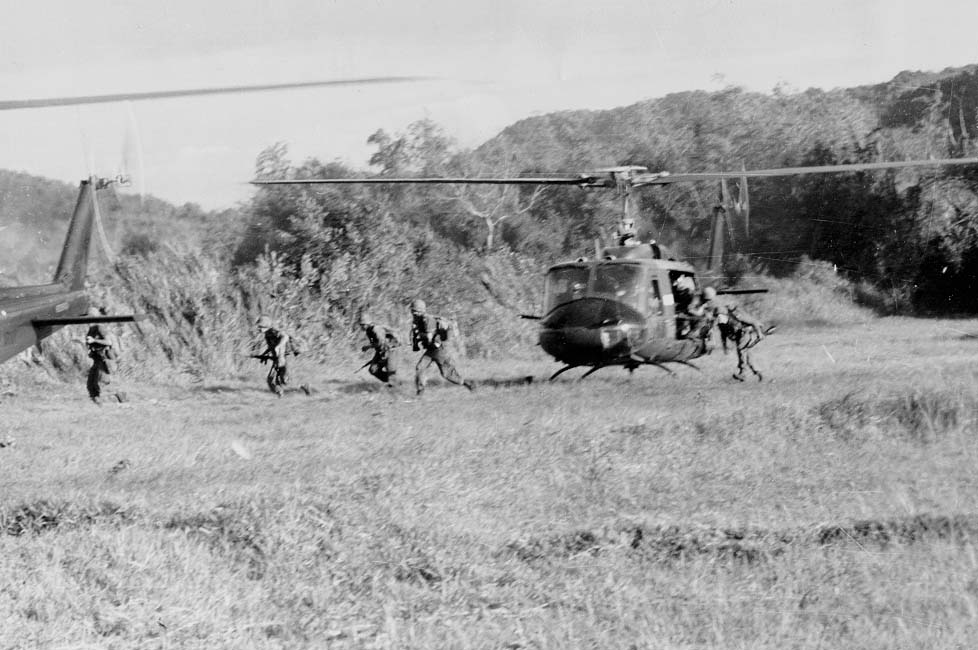
Cavalaria do Ar dos Estados Unidos na Guerra do Vietname

No início da década de 1950, quase todos os exércitos europeus tinham motorizado ou mecanizado o que restava das suas unidades a cavalo. O Exército Soviético, no entanto, manteve divisões a cavalo até 1955 e, ainda em 1991, mantinha um esquadrão independente a cavalo no Quirguistão.
O Exército Suíço foi o último exército moderno ocidental com unidades operacionais a cavalo, mantendo-as até 1972.
As unidades a cavalo mantiveram-se, no entanto, até mais tarde nos países da América Latina. O Exército Mexicano manteve vários regimentos a cavalo até final da década de 1990. O Exército do Chile manteve cinco desses regimentos até 1983, que eram usados como tropas de montanha a cavalo.
Várias unidades blindadas e mecanizadas de muitos exércitos mantém a designação histórica de "cavalaria". O Exército dos EUA também criou a "cavalaria do Ar" — constituída por unidades equipadas com helicópteros. O termo "cavalaria do Ar" foi adotado por outros exércitos mas agora foi substituído, na maior parte dos casos, pelo termo "assalto aéreo".
Apesar das modernas unidades de cavalaria terem relação com antigas unidades a cavalo, nem sempre esse é o caso. A mística da cavalaria fez com que, por exemplo, a Força de Defesa Irlandesa — que nunca teve unidades operacionais a cavalo, desde a sua formação em 1922 — inclua um "corpo de cavalaria" equipado com veículos blindados.
Algumas guerras de guerrilha na segunda metade do século XX e no XXI levaram ao reaparecimento de unidades de combate a cavalo, mesmo nos exércitos mais modernos. Esse reaparecimento deveu-se à eficácia das tropas a cavalo no combate contra os guerrilheiros em terrenos difíceis e com poucas estradas. Os principais exemplos de emprego desse tipo de tropas — sobretudo, como infantaria montada — ocorreram no Afeganistão, na Rodésia e em Angola. O Exército Português criou, experimentalmente, um pelotão a cavalo, para operar no Leste de Angola, em 1966, que obteve tanto sucesso que foi expandido para uma força de quatro esquadrões, conhecida por os "Dragões de Angola". Os Dragões de Angola operavam como infantaria montada em patrulhas e em perseguição de guerrilheiros, muitas vezes em cooperação com forças transportadas por helicóptero que eram lançadas na retaguarda do inimigo, que ficava assim cercado entre os dragões e aquelas. Cada dragão estava armado com um fuzil de assalto — para combate desmontado — e com uma pistola — para combate a cavalo. Um sistema semelhante foi adotado pelos Rodesianos, com a criação da sua unidade de elite a cavalo Grey's Scouts, em 1975. As tropas especiais dos Estados Unidos têm usado unidades a cavalo no Afeganistão.
Unidades a cavalo, essencialmente cerimoniais, são, atualmente, mantidas pelos exércitos ou forças militarizadas da Argentina, Brasil, Bulgária, Chile, Dinamarca, Espanha, Estados Unidos da América, França, Índia, Itália, Jordânia, Marrocos, Nigéria, Suécia, Países Baixos, Paquistão, Paraguai, Peru, Polónia, Portugal, Reino Unido, Senegal e Venezuela. A Federação Russa reintroduziu, recentemente, um esquadrão a cavalo cerimonial, fardado com uniformes históricos.
Hoje em dia, o 61º Regimento de Cavalaria do Exército Indiano, é a última unidade permanente a cavalo, não cerimonial, do mundo.

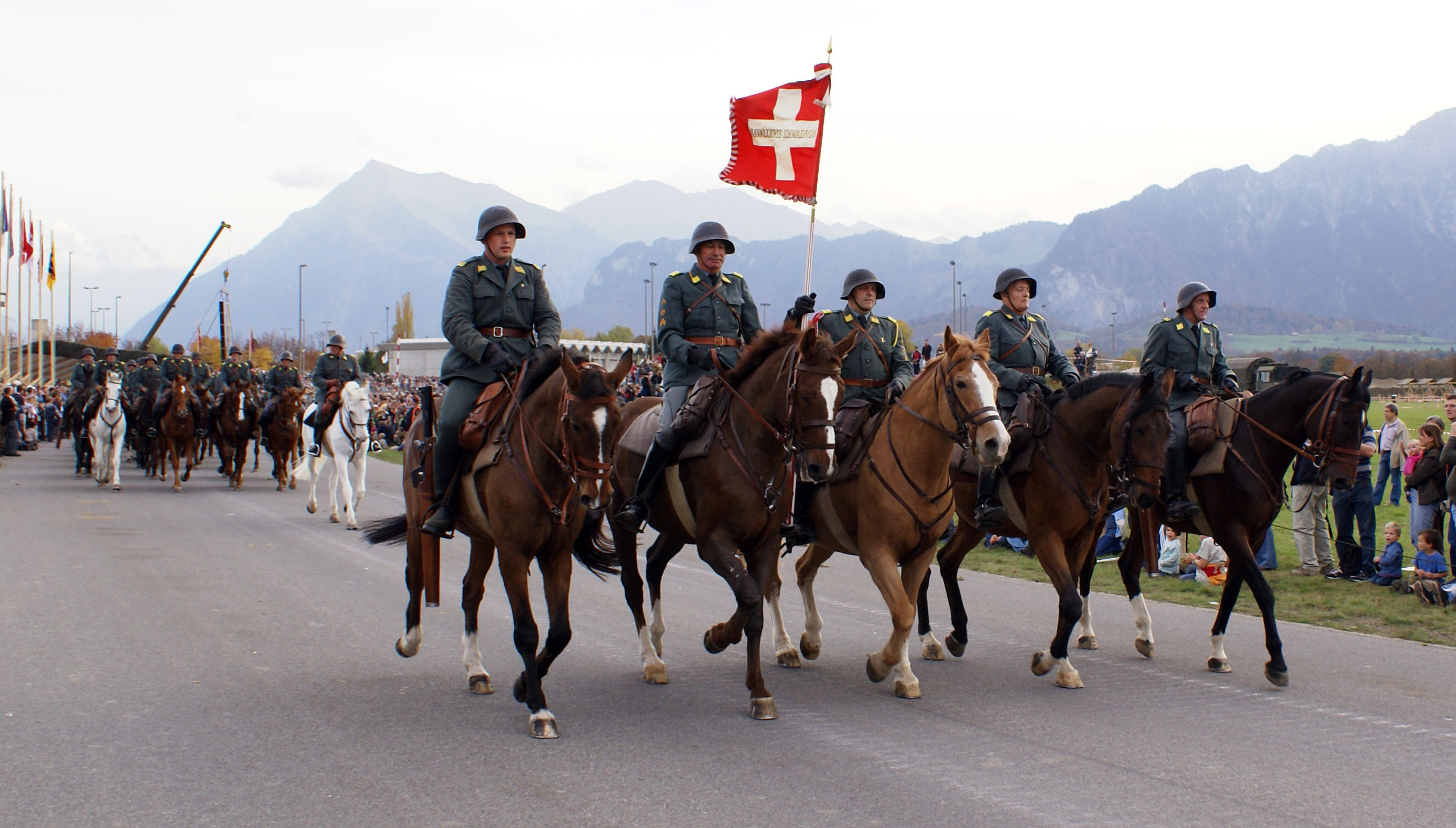
Reconstituição da cavalaria suíça de 1972.
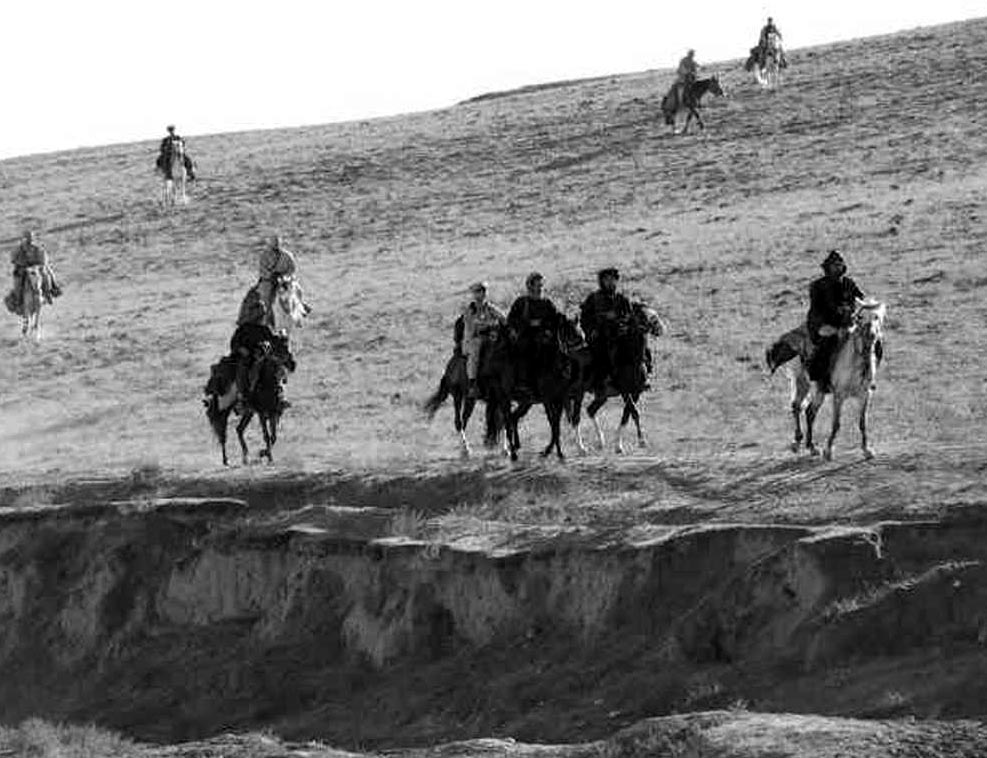
Forças especiais dos Estados Unidos a cavalo no Afeganistão.
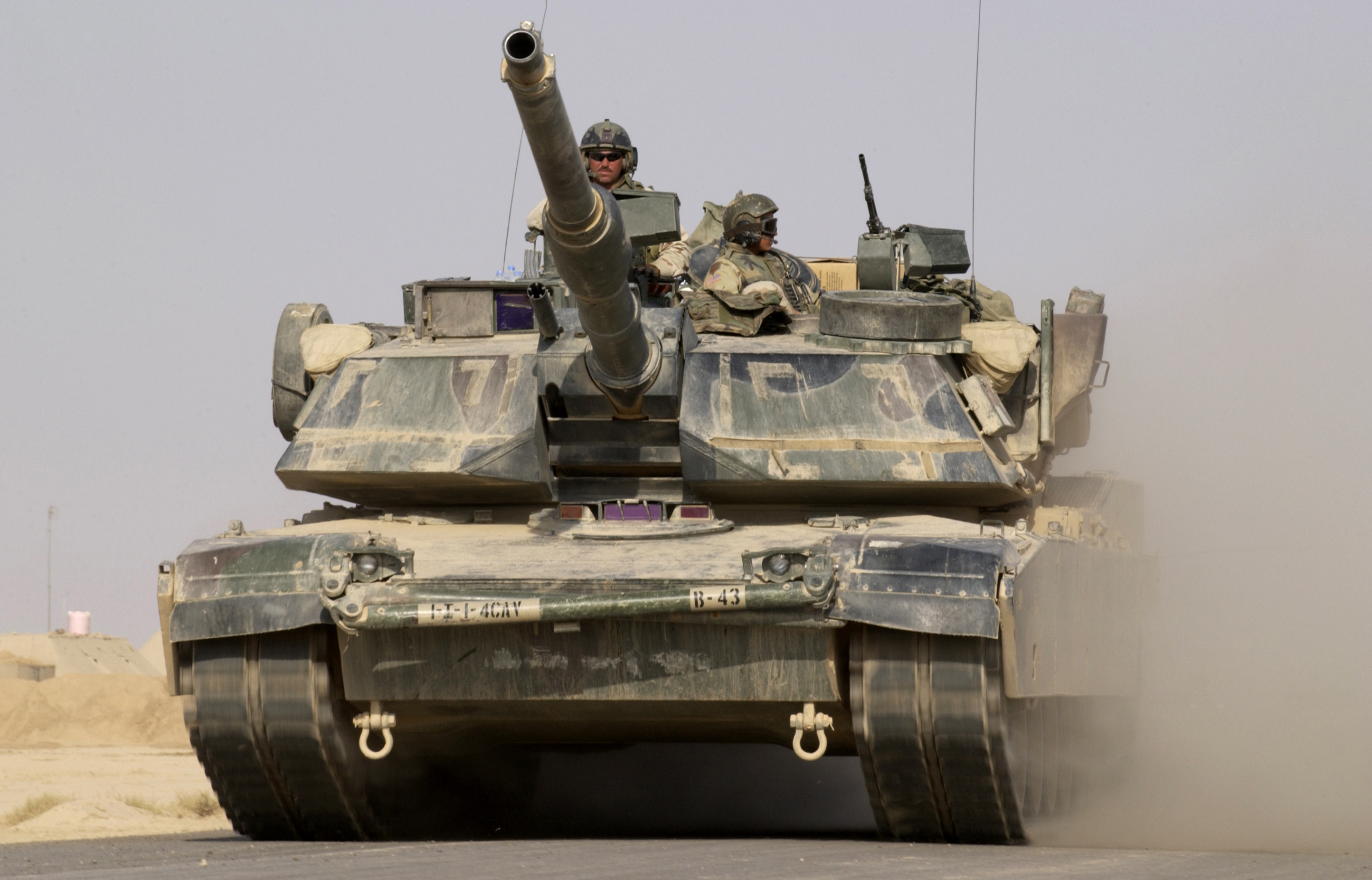
Um carro de combate M1A1 Abrams da cavalaria norte-americana, no Iraque (2004).

## A cavalaria ligeira e a pesada

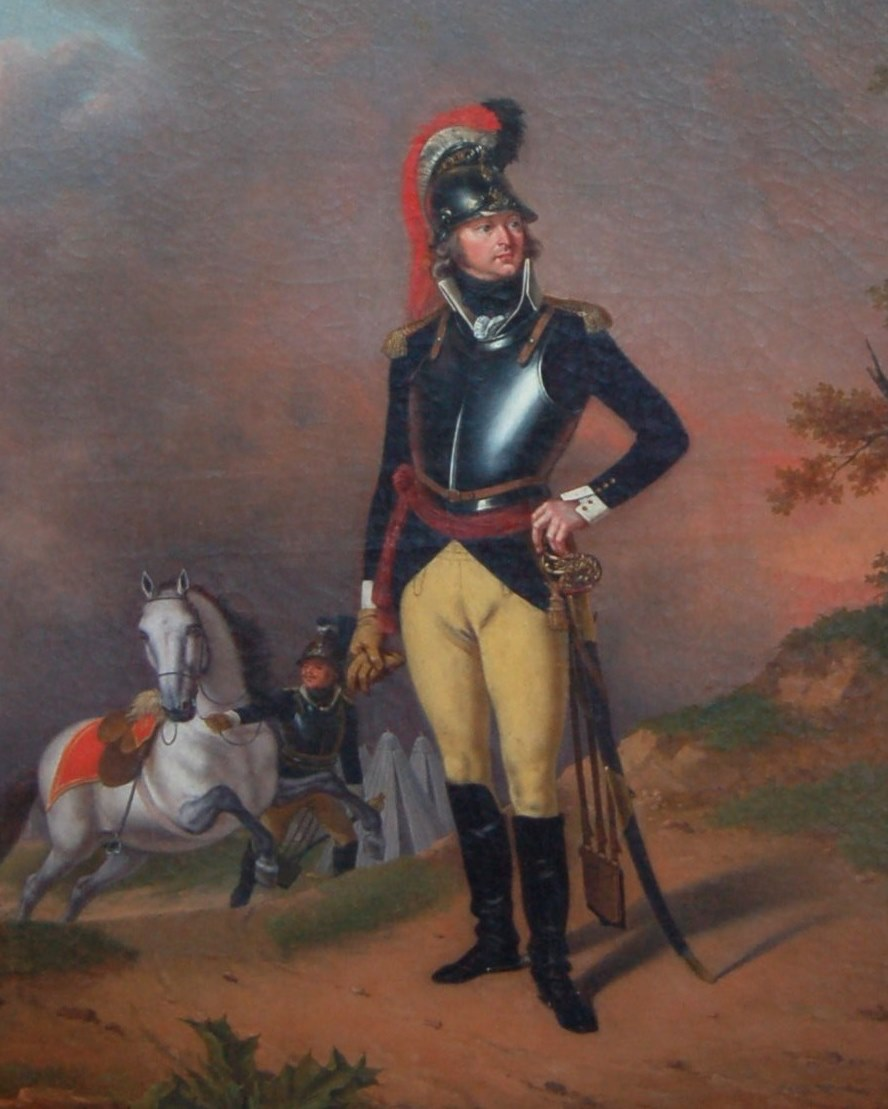
Pedro de Almeia Portugal, com couraça e capacete da cavalaria pesada, 1793

Tradicionalmente, a cavalaria estava dividida em cavalaria ligeira e cavalaria pesada ou couraçada. A diferença estava, sobretudo, no tamanho das montadas utilizadas, na quantidade de armadura levada pelo cavalo e pelo cavaleiro, bem como a função desempenhada em combate. Um terceira categoria, a cavalaria média era a constituída, inicialmente pelos arqueiros a cavalo e, mais tarde, sucessivamente por besteiros a cavalo, arcabuzeiros a cavalo e dragões.
A cavalaria ligeira era, tipicamente, utilizada no reconhecimento, em escaramuças e no corte da retirada da infantaria. A cavalaria pesada era usada como tropa de choque, sendo empregue em cargas sobre o corpo principal das tropas inimigas.
Com o desenvolvimento das armas de fogo, a cavalaria pesada começou a aproximar-se da obsolescência. No entanto, diversas unidades mantiveram o uso de couraças e capacetes como proteção contra golpes de espada e de baionetas e como incentivo para o moral dos utilizadores.
Com a motorização e a mecanização da cavalaria, continuou a distinção entre a cavalaria ligeira e a pesada, segundo as mesmas linhas. A primeira é constituída por veículos motorizados ou por blindados ligeiros e usada para reconhecimento. A cavalaria pesada ou blindada é constituída por carros de combate pesados e usada como tropa de choque.

## Estatuto social

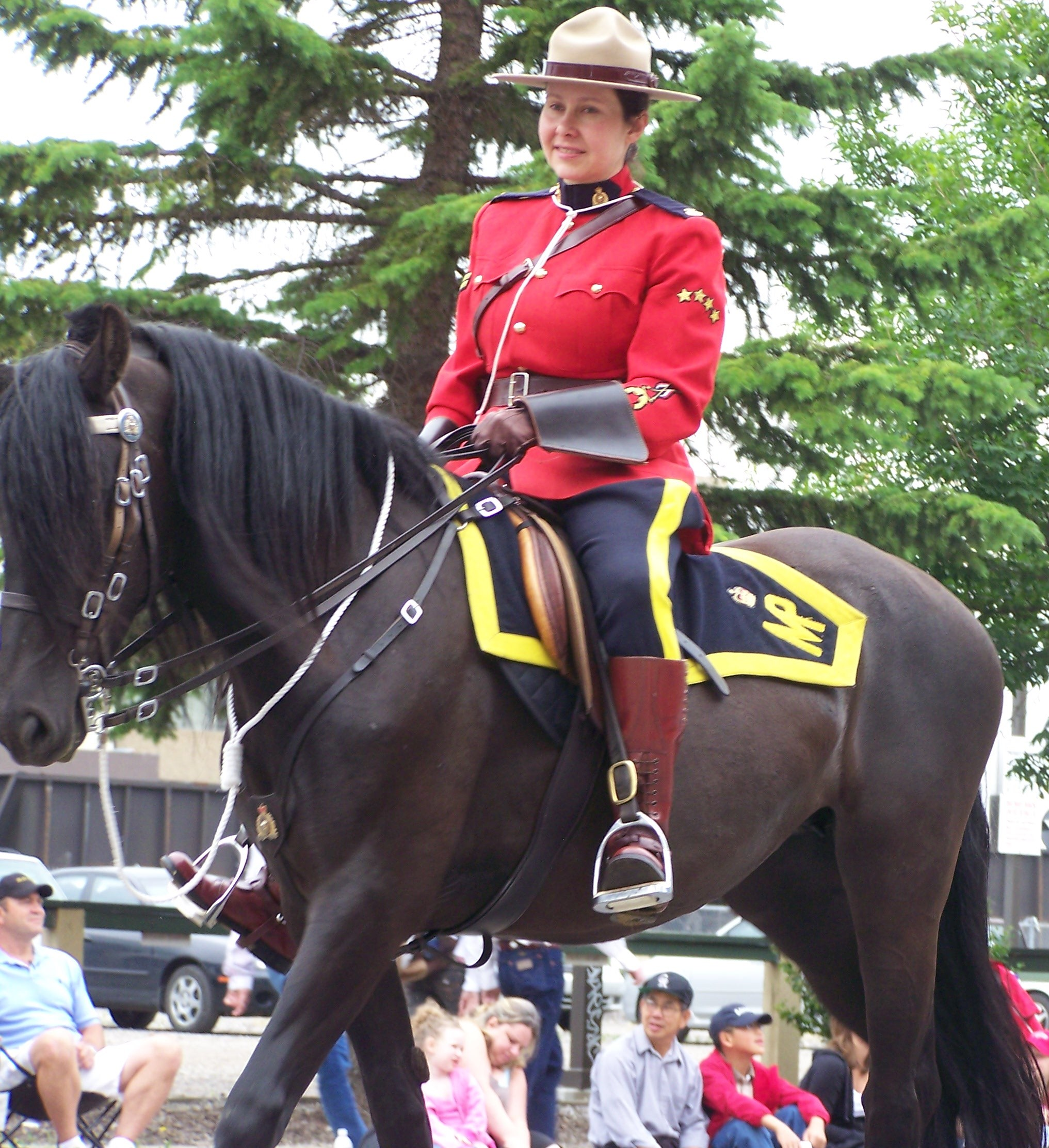
Oficial da Real Polícia Montada do Canadá (Calgary, 2008)

Desde o início da civilização até ao século XX, a posse de cavalos de combate foi vista como um sinal de riqueza e de prestígio entre os diversos povos. Um cavalo de combate implica uma despesa considerável em termos de criação, treino, alimentação e equipamento, sendo, no entanto, pouco produtivo excepto como meio de transporte.
Por esta razão, e por causa do seu papel militar decisivo, a cavalaria foi sempre associada a um estatuto social elevado. Isto tornou-se mais evidente no sistema feudal, no qual se esperava que um nobre entrasse em combate com armadura e a cavalo, trazendo consigo um contingente de camponeses a pé. Num combate entre um senhor feudal a cavalo e de armadura e camponeses a pé, estes sairiam, certamente derrotados, a não ser que fossem em número muito superior.
Mais tarde, nos exércitos nacionais, ser um oficial de cavalaria continuou a ser sinal de uma elevado estatuto social. As consideráveis despesas que os oficiais de cavalaria tinham que suportar a nível particular, pela função que desempenhavam — despesas que não existiam na maioria das outras armas — faziam que a grande maioria deles viesse de classes economicamente privilegiadas.
Igualmente, a maioria das monarquias europeias, mantinha guardas reais ou imperiais a cavalo, cujos oficiais pela sua proximidade aos monarcas, eram recrutados na alta nobreza. O próprio recrutamento dos soldados era bastante seletivo, em relação ao de outras unidades.

## Tipos de cavalaria
- Caçadores a cavalo;
- Hussardos;
- Ginetes;
- Guias;
- Dragões;
- Carabineiros
- Lanceiros;
- Couraceiros.
- Spahis
- Cossacos
- Retres

## Cavalaria por país

### Brasil

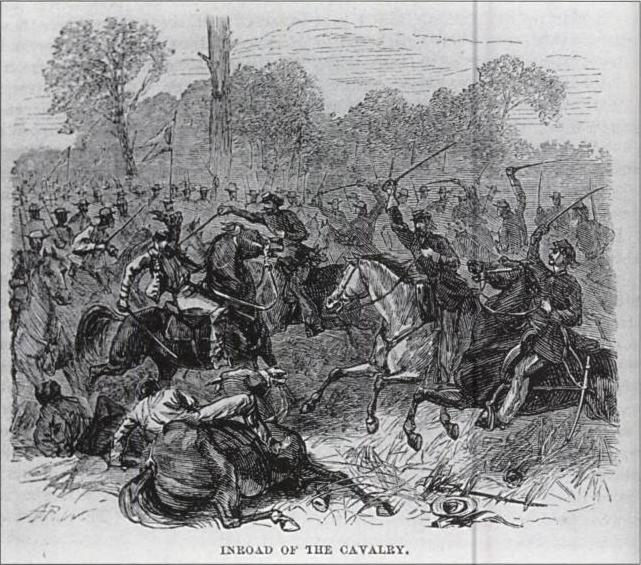
Cavalaria hipomóvel brasileira (à direita) na Guerra do Paraguai

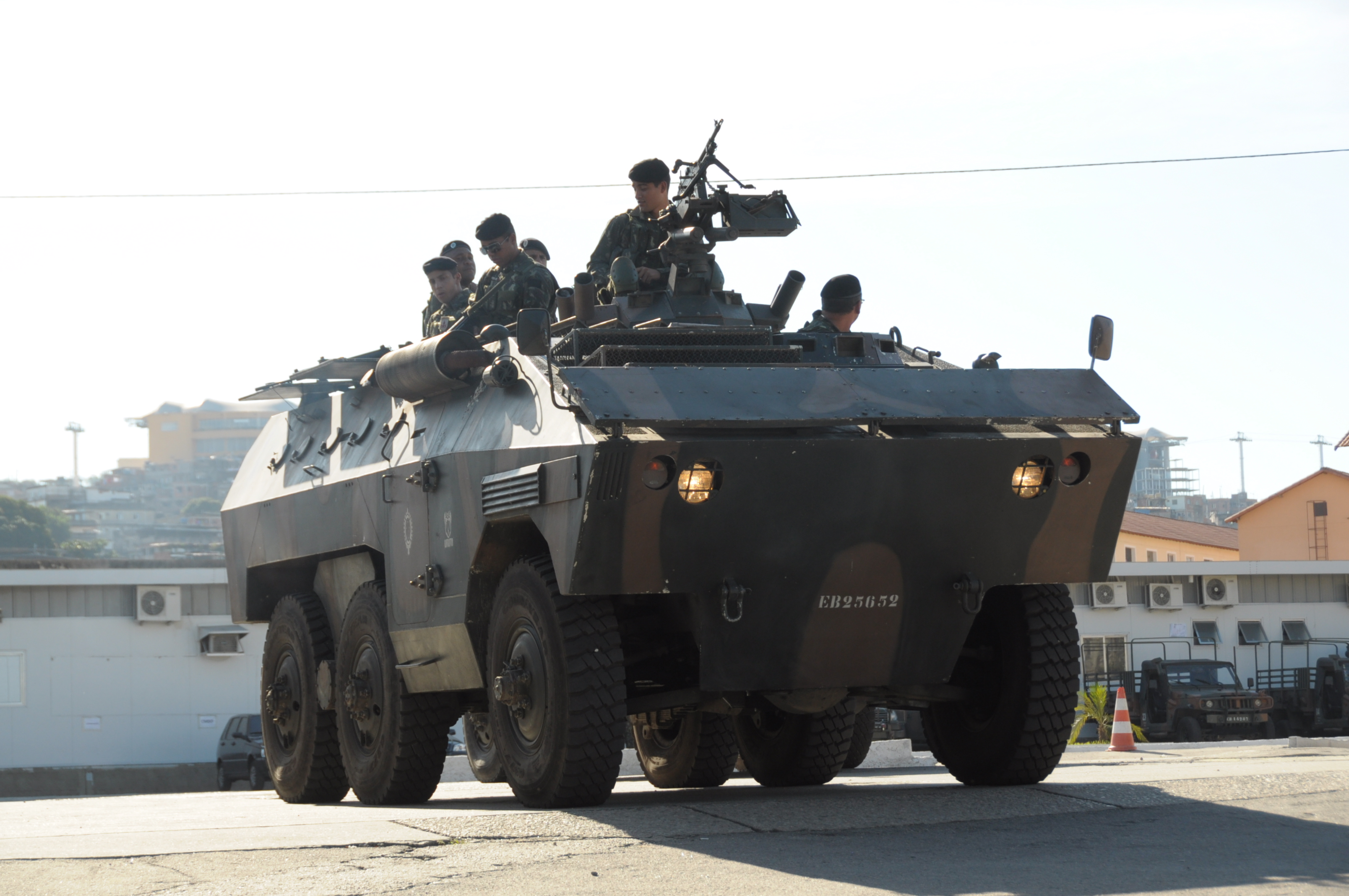
Cavalaria mecanizada brasileira num blindado EE-11 Urutu

A cavalaria é, ao lado da infantaria, arma base e de manobra do Exército Brasileiro, caracterizada pelos meios móveis, blindados, com comunicações avançadas e grande poder de fogo, dando continuidade às capacidades das antigas forças hipomóveis. É empregada como vanguarda, reconhecimento, segurança de outras formações e em "manobras envolventes e profundas". Seu patrono é o marechal Manuel Luís Osório. Alguns quartéis usam a boina preta, símbolo dos combatentes mecanizados e tradicional de forças blindadas pelo mundo. As unidades estão em brigadas de cavalaria (mecanizadas ou blindada), sob brigadas de infantaria ou sob comandos superiores. Os regimentos são:
- de carros de combate;
- de guardas, ainda hipomóveis, com fins cerimoniais e de controle de distúrbios (ex. Dragões da Independência);
- blindados, com dois esquadrões de carros de combate e dois de fuzileiros blindados (com o transporte sobre lagartas M-113);
- mecanizados, com os blindados sobre rodas Cascavel (reconhecimento) e Urutu (transporte).

A nível de esquadrão existem unidades especializadas de selva, paraquedista e aeromóvel, nas respectivas brigadas.
As Polícias Militares, à exceção (em 2009) das do Acre, Amapá, Rondônia e Tocantins, mantém unidades a cavalo. No cotidiano fazem policiamento ostensivo, podendo em casos vigiar eventos previsíveis (esportivos, artísticos, políticos, exposições, etc.), realizar escoltas cerimoniais e atuar no controle de distúrbios e reintegrações de posse. A polícia montada tem como vantagens a altura elevada do policial, que vê e é visto de longe, a velocidade boa mas lenta o suficiente para permanecer no local patrulhado, a capacidade de entrar por caminhos inacessíveis às viaturas e o impacto psicológico. É excelente como tropa de choque.

### Portugal

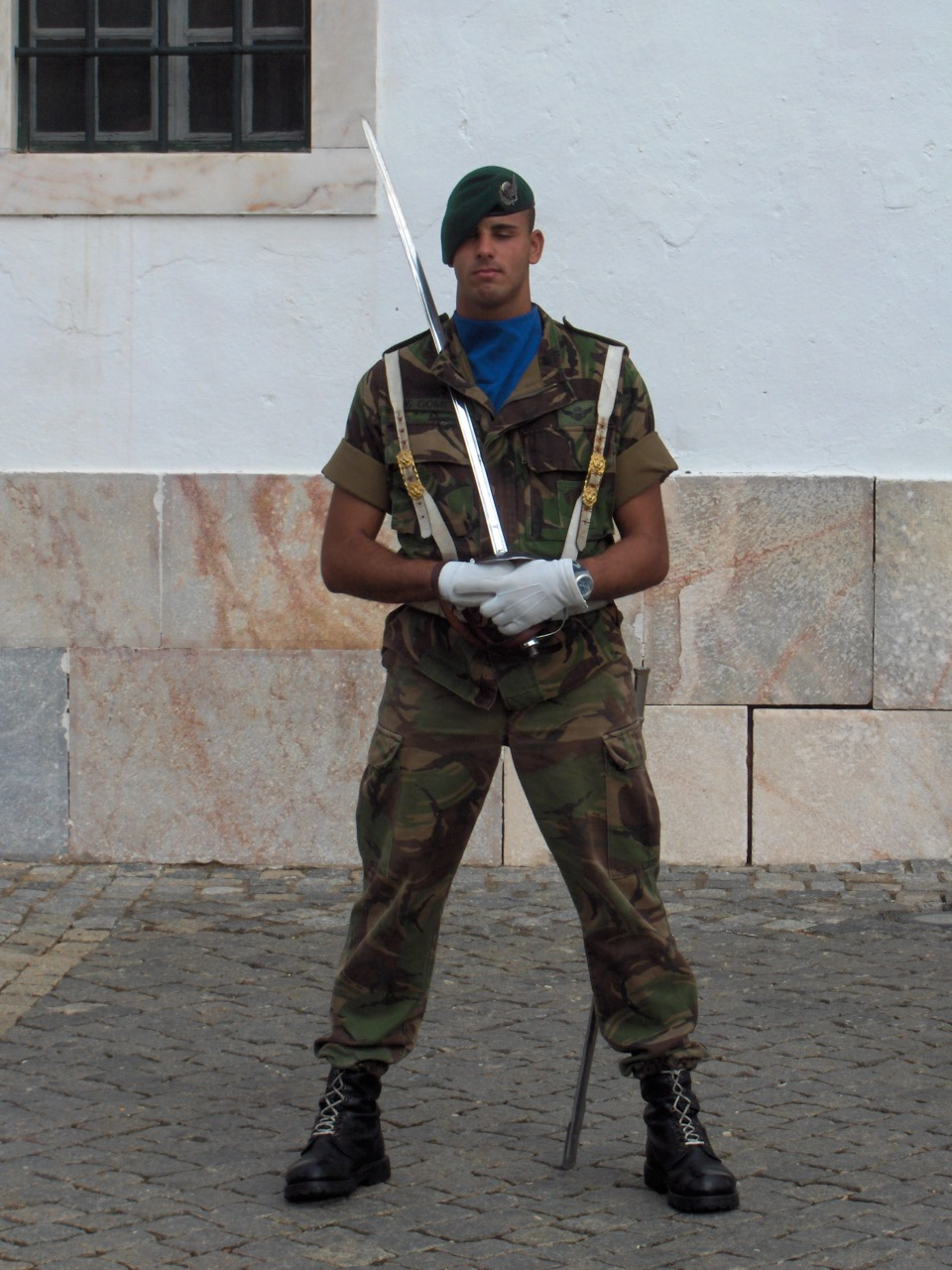
Dragão paraquedista do Exército Português, de sentinela ao Regimento de Cavalaria Nº 3

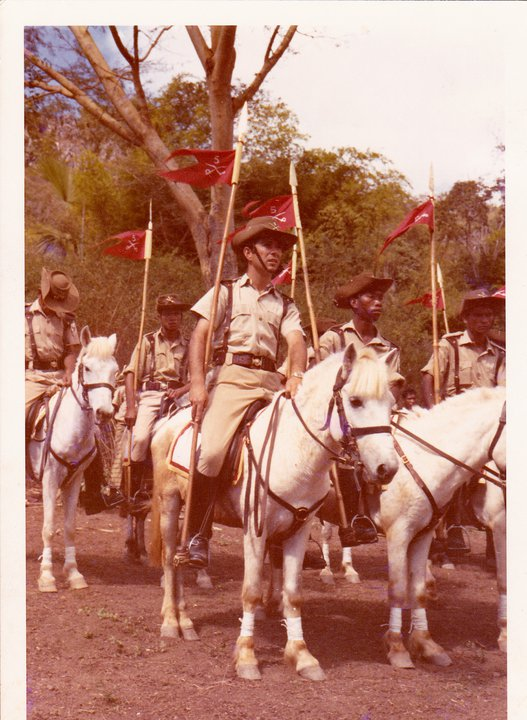
Cavaleiros do Esquadrão de Cavalaria 5 de Bobonaro, Timor Português (1969)

Na Idade Média, a cavalaria portuguesa era constituída por três classes de cavaleiros: os cavaleiros nobres, os monges cavaleiros das ordens militares e os cavaleiros-vilãos da classe popular. As caraterísticas da Península Ibérica fizeram com que a cavalaria ligeira, composta, essencialmente por ginetes, sem armadura e armados de lança e adarga, preponderasse sobre a cavalaria pesada.
Mais tarde, já durante a expansão ultramarina, os ginetes irão ser o principal tipo de cavalaria empregue nas operações em Marrocos, sendo usada, sobretudo em escaramuças e em reconhecimento.
Na Batalha de Alcácer-Quibir, a cavalaria portuguesa, já organizada de acordo com um modelo renascentista, implementado, sobretudo, no reinado de D. Sebastião I, era constituída pelos acobertados — cavalaria pesada couraçada, empregue no choque — e pelos ginetes. O sucesso da ação da cavalaria e de outras tropas portuguesas, contudo, não foi suficiente para evitar a derrota que, dois anos depois, iria levar à perda da independência em 1580.
Depois da Restauração da Independência, em 1640, o Exército Português foi reconstituído, seguindo em parte, o modelo que já havia sido definido no reinado de D. Sebastião I. Durante a Guerra da Restauração, a cavalaria portuguesa incluía, essencialmente, companhias de arcabuzeiros a cavalo (também designadas de clavinas ou de carabinas). Foram criadas, também, algumas companhias de cavalos couraça (ou couraceiros), mas em muito menor número.
Em 1707, as companhias independentes de cavalaria foram agrupadas em regimentos. Foram criados regimentos de cavalaria ligeira e regimentos de dragões — estes, na altura, ainda não sendo considerados, totalmente, parte da cavalaria.
Em 1762, deixou de existir distinção entre regimentos ligeiros e de dragões, passando a haver regimentos homogéneos de cavalaria. Continuaram, contudo, a existir unidades de dragões no Ultramar, sobretudo no Brasil. Em 1796, foi criada a Legião de Tropas Ligeiras, que incluía seis companhias de hussardos.
Já em meados do século XIX, durante a Guerra Civil, foram criados regimentos de lanceiros.
No início do século XX, a cavalaria portuguesa era constituída por caçadores a cavalo, por lanceiros e por dragões — estes, apenas no Ultramar. Durante a Primeira Guerra Mundial, a cavalaria portuguesa combateu em Angola e Moçambique, a cavalo. No entanto, os esquadrões de cavalaria do Corpo Expedicionário Português, enviado para a Frente Ocidental, foram transformados em companhias de ciclistas.
Durante a Segunda Guerra Mundial, a cavalaria deixa de ser hipomóvel e passa a ser uma força motoblindada. A seguir ao fim da guerra, responsabilidade pela operação de carros de combate, passa da infantaria para a cavalaria. Na década de 1950, a cavalaria assume também a responsabilidade pela polícia militar.
Na Guerra do Ultramar, além de operar com esquadrões de reconhecimento blindado, a cavalaria organiza também companhias e batalhões que atuam como infantaria ligeira (caçadores). Em meados da década de 1960, voltam a ser organizadas unidades a cavalo, para combaterem as guerrilhas no Leste de Angola. São organizados três esquadrões a cavalo, no Grupo de Cavalaria de Silva Porto — uma unidade de reconhecimento blindado — que ficam conhecidos pelos "Dragões de Angola". Já na década de 1970 inicia-se a organização de uma unidade semelhante em Moçambique.
Atualmente, a arma de Cavalaria do Exército Português inclui os seguintes tipos de força:
- Reconhecimento;
- Carros de Combate;
- Lanceiros (Polícia do Exército).

Os militares de cavalaria usam uma boina preta (excepto os paraquedistas que a usam verde), com duas fitas, uma amarela que representa a glória, e, outra, vermelha que representa o sangue.
Além do Exército, em Portugal, a Guarda Nacional Republicana também mantém esquadrões de cavalaria, entre as quais estão as únicas unidades a cavalo, ainda existentes em Portugal. A GNR inclui os seguintes tipos de esquadrões de Cavalaria:
- motoblindados;
- a cavalo;
- presidencial (guarda a cavalo do Presidente da República).